# 京成バス千葉イースト四街道営業所
京成バス千葉イースト四街道営業所（けいせいバスちばイーストよつかいどうえいぎょうしょ）は、千葉県四街道市千代田にある京成バス千葉イーストの営業所。
四街道市や千葉市を中心に一般路線バスを運行するほか、高速バス（空港連絡バス）の運行や四街道市のコミュニティバスの受託運行も行っている。また貸切バス・特定バス事業も行う。
本項では、千葉市若葉区みつわ台五丁目40番2号にあるみつわ台車庫（みつわだいしゃこ）について扱うほか、四街道営業所とみつわ台車庫の前身である千葉内陸バス株式会社（ちばないりくバス）についても扱う。

## 千葉内陸バス
千葉内陸バス（ちばないりくバス）は、千葉県四街道市千代田五丁目68番にあったバス事業者。京成電鉄の完全子会社で、京成グループの企業であった。本社に千代田営業所を併設していたほか、千葉市若葉区みつわ台五丁目40番2号にみつわ台車庫があった。
もともとは、千葉駅周辺、みつわ台団地（千葉市）、千代田団地（四街道市）、四街道駅などを中心に運行していたが、その後は2013年（平成25年）の京成バスからの横戸線の移管、2015年（平成27年）の大日線の延伸（延伸の際に四勝線に路線名を変更）などにより、京成電鉄本線や東葉高速鉄道などが乗り入れる勝田台駅南口にも乗り入れている。
2017年（平成29年）3月16日より、従来は横戸線と寺山線のみで導入していた系統番号を、一般路線バス全線に導入した。
2025年（令和7年）4月1日に行われた京成グループのバス事業再編により、千葉交通・千葉中央バス・成田空港交通・ちばフラワーバス・ちばシティバス・ちばグリーンバスと統合され、京成電鉄バスホールディングス傘下の京成バス千葉イーストの営業所・車庫となった。これに伴い、千代田営業所の名称は四街道営業所に変更された。

## 営業所・車庫
営業所は千葉県四街道市千代田にある。千葉内陸バス時代の名称は千代田営業所で、前述の京成バス千葉イーストへの再編に伴い四街道営業所に変更された。
その他、千葉市若葉区みつわ台（みつわ台団地）にみつわ台車庫、四街道市みそらにみそら団地折返所、四街道市めいわにめいわ車庫がある。
みつわ台車庫は、開設当初は折返所として使われていたが、千葉都市モノレールの千葉駅延伸開業に伴う路線の再編成を行うにあたり、1991年度に車両を常駐させる車庫としての認可を得て、みつわ台団地線などいくつかの路線を運行するための支所的役割も果たすようになった。
めいわ車庫は車両の配置はなく、乗務員休憩室と中型車3台分の駐車スペースがあるのみである。平和交通と共同運行するめいわ循環線の休憩所として使用されている。みそら団地折返所は他社との共同運行路線がないことを除けば、めいわ車庫とほぼ同様の役割を担う。
- 四街道営業所 - 千葉県四街道市千代田五丁目68番[2]
- みつわ台車庫 - 千葉県千葉市若葉区みつわ台五丁目40番2号[2]
- めいわ車庫 - 千葉県四街道市めいわ四丁目24
- みそら団地折返所 - 千葉県四街道市みそら二丁目19

## 現行路線（一般路線）

### 四街道営業所担当

#### 千代田団地線
- Y02 : 四街道駅北口 - 市役所 - 文化センター入口 - 栗山 - 八木原小学校 - 千代田団地
- Y03 : 四街道駅北口 - 市役所 - 半台入口 - 栗山 - 八木原小・千代田中学校 - 千代田団地（平日朝往路のみ）
- Y05 : 四街道駅北口 - 市役所 - 文化センター入口 - 栗山 - 千代田分署 - 千代田団地（平日朝夕のみ）
  - 昭和40年代 : [京成電鉄]臼井線の支線として前・京成千葉駅 - 千代田車庫（現・八木原小・千代田中学校付近）を開通。
  - 1976年4月1日 : 千葉内陸バスが四街道駅入口（現・消防署前） - 千代田団地を開通（みそら団地線も同時に開通）。京成電鉄の千代田車庫折返便は廃止。
  - 昭和 : 四街道駅（当初は駐輪場前、のちロータリー内）始発となる。
  - 2000年8月1日 : イトーヨーカドー前（現・大日商店街）経由便を新設。
  - 2005年10月16日 : 北高入口 - 四街道市役所間を文化センター入口経由に変更。大日商店街経由便を廃止。
  - 2016年12月1日 : Y05系統『千代田団地 - 千代田分署 - 栗山 - 文化センター入口 - 四街道駅』を新設[12]。
  - 2019年7月1日 : Y01系統の廃止[13]。

千葉内陸バスで最初に開通した路線の一つであり、四街道市北部の千代田団地と四街道駅を結んでいる。路線の大部分が佐倉営業所所管（旧・ちばグリーンバス）の臼井線に並行している。千代田団地停留所は千代田営業所のすぐ前にあり、そこから栗山、四街道市役所を経由して四街道駅に至る。基本的には四街道駅で終点となるが、一部にみそら団地線に直通する系統がある。かつては早朝、千代田団地発の四街道駅行きで千代田団地内のみ停車する急行の設定が5本程度あった（土曜日も数本あった）がダイヤ改正を重ねたうち、減便により現在は消滅した。
2005年10月より、北高入口 - 四街道市役所間のルートが文化センター東側の新道経由に変更となった。同時に、イトーヨーカドー四街道店の移転により開通当初の役割を終えていた大日商店街（旧イトーヨーカドー前）経由便が廃止になっている。これにより、大日商店街を発着するバスの便数は減少したが、新設の文化センター入口が代替停留所として機能するようになった。
Y02は終日運行で、平日日中は毎時2～3本程度。Y05は千代田団地方向は平日午前中のみ、四街道駅方向は平日夕方のみの運行。土休日は運休となる。
また、Y05は乗降場が通常の場所ではなく千葉内陸バス・千代田営業所・千代田車庫内にある。

#### みそら団地線
- Y60 : 四街道駅北口 - 中央公園 - 鹿渡 - 旭ヶ丘団地 - みそら団地（日中のみ）
- Y61 : 四街道駅南口 - 皇産霊（みむすび）神社 - 警察署前 - 四街道中学校 - 旭ヶ丘団地 - みそら団地（朝夕のみ）
- Y62 : 四街道駅北口 - 中央公園 - 鹿渡 - 旭ヶ丘団地 - みそら団地 - 温水プール - みそら団地（日中のみ）
- Y63 : 四街道駅南口 - 皇産霊神社 - 警察署前 - 四街道中学校 - めいわ一丁目 - 旭ヶ丘団地 - みそら団地 - 温水プール - みそら団地（夕方平日1本、休日2本のみ）
  - 1969年5月 : [京成電鉄]旭農協線（四街道町役場 - 旭農協）が開通。
  - 1976年4月1日 : 千葉内陸バスにより役場前（現市役所） - みそら団地が開通（千代田団地線も同時に開通）。京成の旭農協線は旭農協までのまま。
  - 昭和 : [京成電鉄]旭農協線が四街道線と統合され、草野車庫 - 旭農協間となる。
  - 昭和 : [京成電鉄]四道駅南口発着便を新設。平日の朝のみ。
  - 2000年8月1日 : 温水プール循環便とイトーヨーカドー（現・大日商店街）循環便を新設。
  - 2003年4月1日 : 四街道駅南口便の同停留所発便が三才経由から皇産霊神社経由に変更。
  - 2019年7月1日 : Y01系統の廃止[13]。
  - 2021年7月17日：Y60,Y62系統の復路（みそら団地行）を三才経由から中央公園経由に変更[14]。

みそら団地線は、千代田団地線とともに千葉内陸バスで最初に開通した路線の一つであり、四街道市南部の旭ヶ丘団地及びみそら団地と四街道駅を結んでいる。終点のみそら団地には操車場がある。この路線が開通する前に、途中の旭農協まで京成バスが同一ルートで運行していたが、みそら団地への延伸にあたり、この区間を内陸バスが運行することとなった（その後しばらくの間、京成の運行も継続されたが、結局京成の路線は四街道駅以西のみに短縮された）。
この線は、団地輸送路線でありながら、四街道市役所への足の確保、ラッシュ時等の運行定時性等のためにルートをいくつか有している。また、大日商店街および温水プールに足を伸ばす支線の存在や、別項で触れる大日線もみそら団地に至るなど、その運行はかなり複雑である。大日商店街まで運行するのは、以前この停留所近傍にイトーヨーカドーがあった（現在は駅近くに移転）ことの名残である。
またこの路線は、平日・土休日共に、朝8時台までと夕方17時台以降のダイヤは、【Y61系統 みそら団地⇔第二グリーンタウン⇔四街道駅南口】で統一されている。
日中はY60系統が主体となっており、その一部がY62に振り替えられて運行され、合わせて毎時3 - 4本程度の運行となっている。
Y60,Y62系統は、鹿渡→中央公園→四街道駅北口→三才→鹿渡の循環経路を通っていたが、2021年のダイヤ改正より、往復ともに中央公園経由に変更された。

#### バードヒル池花線

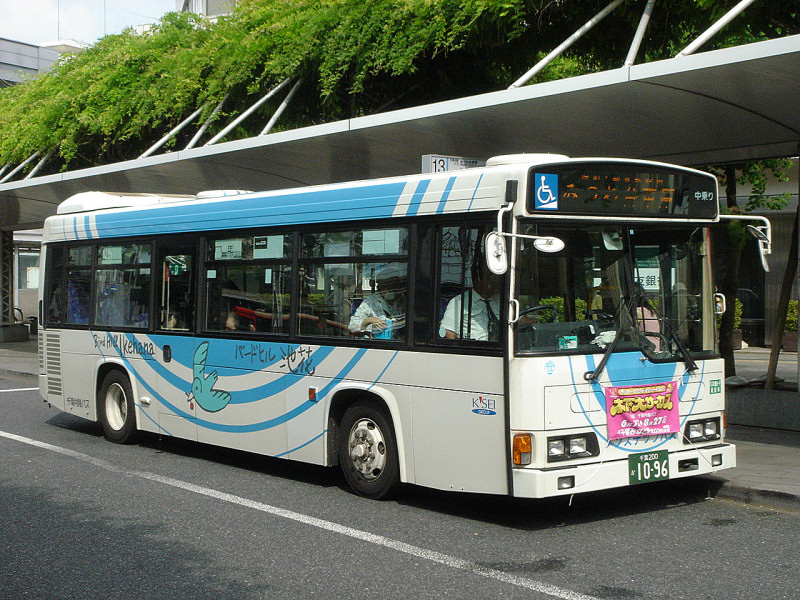
池花線専用車

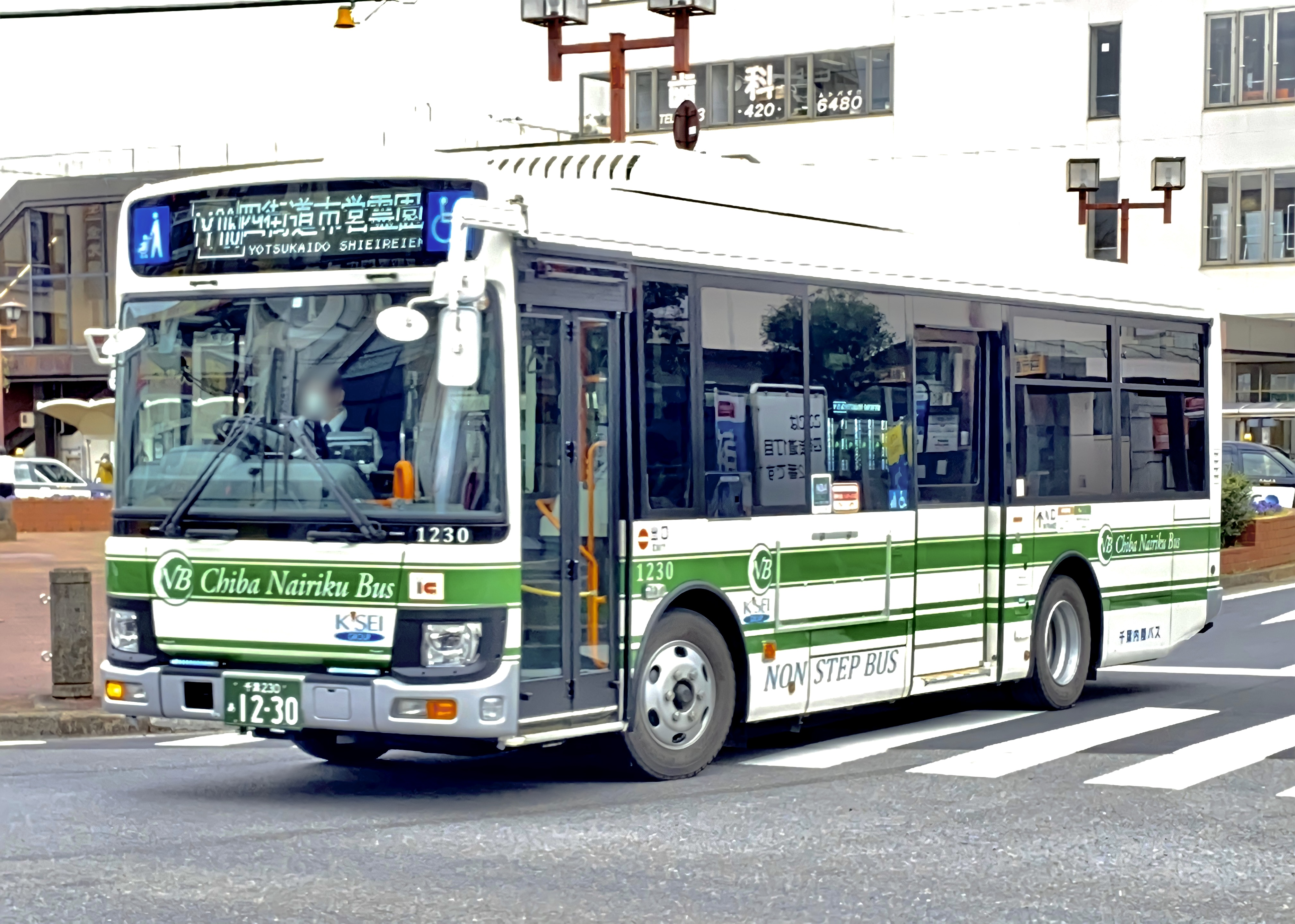
四街道市営霊園行きとなる1230号車

- Y04 : 四街道駅北口 - 駐輪場 - 四街道高校 - 市役所 - 敬愛高校グラウンド - 内黒田 - バードヒル池花
- Y04 : 四街道駅北口 - 駐輪場 - 四街道高校 - 市役所 - 敬愛高校グラウンド - 内黒田 - バードヒル池花 - 八木原小学校 - 千代田団地（平日朝夕のみ）
- Y06 : 四街道駅北口 - 駐輪場 - 四街道高校 - 市役所 - 敬愛高校グランド - 内黒田 - 四街道市営霊園（墓参シーズンのみ）[15]
  - 1992年3月3日 : 『四街道駅 - 市役所 - バードヒル池花』および「四街道駅【駐輪場前】（現・駐輪場前） - 市役所 - バードヒル池花』を開通。
  - 1999年3月1日 : ほぼ全便を『四街道駅 - 四街道高校 - バードヒル池花』に変更。
  - 2016年12月1日 : Y04系統 『千代田団地 - バードヒル池花』間を延伸[12]。
  - 2021年3月20日 : お彼岸シーズン及びお盆のみの季節運行便として、Y06系統の試行運行を実施[16]。

バードヒル池花は千代田団地に隣接する住宅地であり、この路線は両末端部の経路が異なるが、千代田団地線と似た地域を走っている。経路上に狭いクランク状の交差点があることから、使用される車両は原則として中型車であり、他線と異なる独自の塗色の車両がこの路線用に用意されている。しかし、2003年頃より当該車両はバードヒル池花分譲地の広告のために他路線でも走るようになったため、当線には一般車両が入る割合が増えてきている。
開通当初は、四街道駅において午前までが千代田団地線と同一の停留所を使用し、午後からは駅北口の東側駐輪場前の停留所に変わるという運行の仕方をしていたが、1999年3月1日より全便がみそら団地方面ポール発着に変更となり、駐輪場前は別の停留所として独立した。また、これと同時に四街道高校付近の停留所の新設が行われている。

#### めいわ線
《平和交通と共同運行》

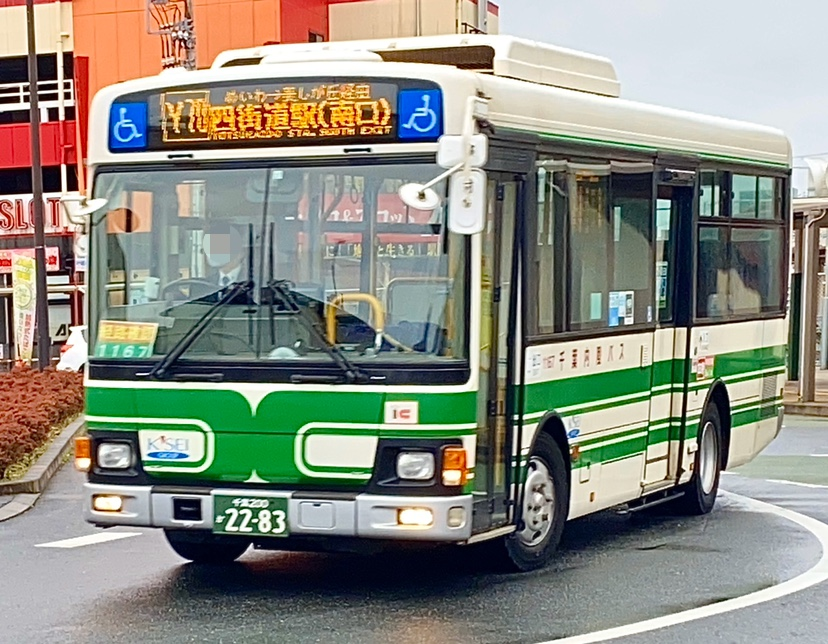
めいわ線を走行する1167号車

- Y70 : 四街道駅南口 → 皇産霊（みむすび）神社 → 警察署前 → めいわ入口 → 和良比小学校 → 美しが丘二丁目 → 四街道郵便局 → 四街道駅南口（右回り循環）
- Y70 : めいわ入口 → 和良比小学校 → 美しが丘二丁目 → 四街道郵便局 → 四街道駅南口（右回り出庫のみ）
- Y70 : 四街道駅南口 → 皇産霊（みむすび）神社 → 警察署前 → めいわ入口 → めいわ車庫（右回り入庫のみ）
- Y71 : 四街道駅南口 → 四街道郵便局 → 美しが丘二丁目 → 和良比小学校 → めいわ入口 → 警察署前 → 皇産霊（みむすび）神社 → 四街道駅南口（左回り循環）
- Y71 : めいわ車庫 → めいわ入口 → 警察署前 → 皇産霊（みむすび）神社 → 四街道駅南口（左回り出庫のみ）
- Y71 : 四街道駅南口 → 四街道郵便局 → 美しが丘二丁目 → 和良比小学校 → めいわ入口（左回り入庫のみ）
  - 1994年10月3日 : 四街道駅南口 - めいわ車庫を開通。
  - 1999年9月16日 : めいわ循環便を開通。

四街道駅南口を発着する線で、同駅南側のめいわ・美しが丘の2つの住宅地を走っていく。いずれも1980年代以降に造成された新しい住宅地であり、めいわ地区は「日本一のガス灯の街」として四街道市の名所ともなっている。平和交通と共同で運行しており、使われる車両は両社とも中型車である。循環便は美しが丘側の輸送に重点が置かれており、午前はめいわ入口先回り、午後は美しが丘先回りで運行する。

#### 総合公園線
- Y81：総合公園 → 小名木 → 鹿渡 → 三才 → 四街道駅南口
- Y83：四街道駅南口 → 三才 → 鹿渡 → 小名木 → 総合公園前 → 吉岡 → ケアプラザ前 → 中台 → みそら団地
  - 1996年1月：四街道駅 - 三才 - 総合公園を開通。
  - 2022年7月16日：Y83系統を新設[17]。Y81系統は総合公園始発の片道のみとなる。

ほとんどの区間をみそら団地線と並行するが、団地の中に入らずわずかに1停留所だけ延長して四街道総合公園に至る。この線は土曜休日のみ、1日1往復の状態が続いている。総合公園停留所はこの路線のみが設けており、完全並行する旭中学校線（現・吉岡線）は公園の前を通りながら乗降できない状態が続いていたが、内陸バスへの移管後、千城台駅方向のみ総合公園前停留所が設置された。2022年7月から、四街道駅発の便について総合公園停留所を経由せず、総合公園前停留所から先、国道51号を経由してケアプラザ前、みそら団地へ向かうY83系統として運行開始した。

#### つくし座線
- Y30 : 四街道駅北口 → 消防署前 → 県体育館前 → さちが丘1丁目入口 → 中谷歯科医院前 → つくし座郵便局前 → つくし座自治会館前 → つくし座東 → つくし座南 → 中谷歯科医院前 → さちが丘1丁目入口 → 県体育館前 → 駐輪場前 → 四街道駅北口
  - 2003年12月1日 : 四街道駅 - つくし座循環を開通。
  - 2007年9月16日 : 経路変更。「四街道高校前」停留所が廃止となり、「さちが丘1丁目入口」、「中谷歯科医院前」が追加。
  - 2012年2月16日 : 経路変更。「四街道駅」発は「駐輪場前」を経由せず、新たに「消防署前」（イトーヨーカドー四街道店前）経由に変更。つくし座内循環後「四街道駅」に戻る際は従来通り「駐輪場前」を経由。
- 運賃 一律 大人 170円 小人  90円

四街道駅から東に1.5kmほどのところにあるつくし座住宅地を回る短距離の循環線である。つくし座は四街道駅との間に急な坂道があるにもかかわらず、道路が狭いためこれまでバスの運行はなかった。2003年に全長7mの小型車両が新たに導入されたことにより、入居開始から30年以上を経て、ようやく乗り入れが実現した。
2007年より、つくし座隣接のさちが丘を通るルートに変更された。2012年より、つくし座へ向かう際のみイトーヨーカドー四街道店前にある「消防署前」を通るルートに変更され利便性が向上した。特例措置として「四街道駅」到着後回送となる一部の便を除き、乗車時に「消防署前」まで乗車したい旨を運転士に申し出れば、追加運賃は必要なく「消防署前」まで継続乗車できる。

#### 亀崎線
- M02 : 物井駅 - もねの里 - 亀崎
  - 2003年12月1日 : 物井駅 - 亀崎を開通。
  - 2022年1月16日：「もねの里モール入口」停留所を新設[18]。

つくし座線と同日に開通した路線であり、物井駅から四街道市東北端の亀崎までを走る。亀崎地区には、もともと京成によって羽鳥線（四街道駅 - 亀崎 - 京成佐倉駅）が運行されていたが、この路線の廃止以降バスがない時期が長く続いており、路線の新設を望む声があがっていた。これに加え、物井駅が快速停車駅となって利用価値が上がったことで路線開設。全長7mの小型車両で運行されることが多い。開設当初はつくし座線と同じ、新造のノンステップバスが使用されていた。
現在は平日10時台に1本のみの運行である。

#### 物井線
- M01 : 物井駅 - もねの里 - 千代田団地 - バードヒル池花
  - 2005年10月16日 : 物井駅 - バードヒル池花が開通。
  - 2022年1月16日：「もねの里モール入口」停留所を新設[18]

物井駅を発着する内陸バス2番目の路線であり、亀崎線と異なりほぼ全区間住宅地を走っていく。四街道駅に接続する千代田団地線や池花線に比べ、渋滞がなく定時性が高いというのがこの線の利点である。なお、この線の開通により千代田団地線は若干の減便となっている。
毎日同じダイヤで運行され、終日30 - 40分間隔で運行。

#### 四勝線

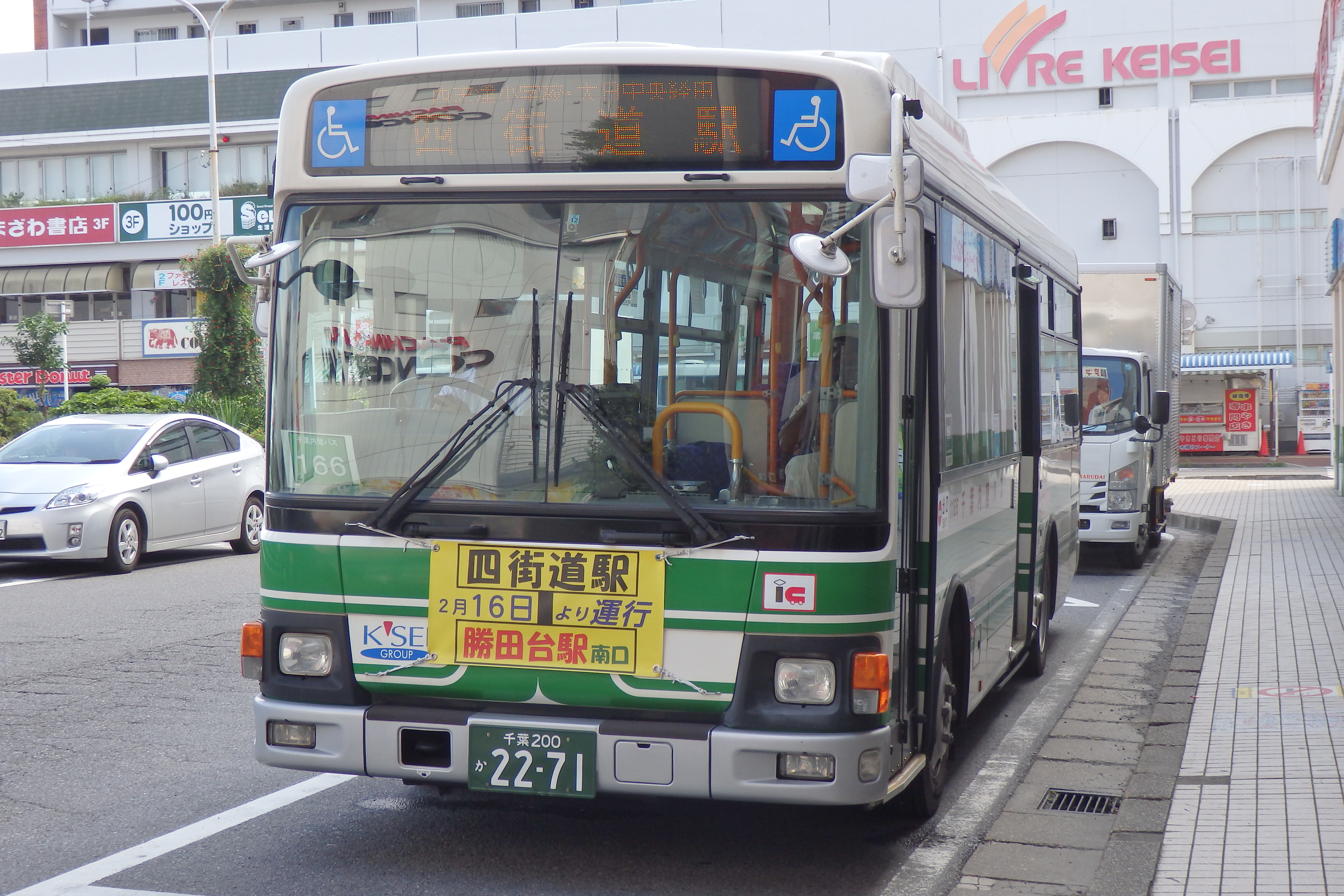
四勝線に充当される1166

- Y40 : 大日中央 - 盲学校 - 桜ヶ丘入口 - 四街道駅北口

《佐倉営業所と共管》
- Y40 : 勝田台駅南口 - 志津図書館 - 西志津小学校 - 上志津原 - 大日中央 - 盲学校 - 桜ヶ丘入口 - 四街道駅北口
- K32（深夜）勝田台駅→み春野南→宇那谷流通団地→大日中央→四街道駅
  - 1989年1月16日 : 大日中央 - 四街道駅を開通。同時に、京成電鉄も今宿線の折返便として、大日中央 - 四街道駅間の運行を開始（京成電鉄担当便はちばグリーンバスを経て京成バス千葉イースト佐倉営業所に移管）。
  - 2012年8月28日 : 畔田台 - 四街道駅を開通[19]（平日4往復、土休日3往復運行）。
  - 2015年2月16日 : 勝田台駅南口まで延伸し、四勝線（よんしょうせん）となる[20]。平日17往復（うち畔田台経由1往復）、土曜11往復、日曜6往復。大日中央折返しは平日8往復、土休日5往復。
  - 2015年10月20日 : ダイヤ改正。日曜も勝田台駅発着11往復に。
  - 2016年4月1日 : ダイヤ改正。畔田台経由便が廃止となり新萱橋 - テニスクラブ前 - 畔田台間の停留所廃止[21]。

四街道駅からまっすぐに北上し、大日中央、勝田台駅までと、途中の新萱橋から分岐して畔田台（あぜただい）を経由し、新萱橋に戻り、北上し、大日中央、勝田台駅へ至る路線である。大日線時代は全区間（みそら団地方面を除く）がちばグリーンバス大日線（開通当時は京成今宿線）と重複していて、内陸バスが一方的に乗り入れた形で開業していた。それではバランスがとれないということからか、京成も開業当日に今宿線の折返便として大日中央 - 四街道駅便を新設している。なお、大日中央停留所は大日線が開業したときに新設されたものであり、折返場もそのときから使用を開始している。
2012年8月28日、途中の萱橋台から分岐して畔田台が新設された。周辺道路事情が改善されたことで、2015年2月16日、勝田台駅南口への延伸が行われ、大幅に便利なものになり、その際、路線名が「大日線」から「四勝線」に変更された。途中の萱橋台から分岐して畔田台へ向かう系統は、畔田台止まりが廃止され、平日１往復畔田台経由が運行されるのみとなり、2016年4月1日をもって完全に廃止となった。なおこの路線は千葉内陸バス時代も「内陸バス」などではなく、単に「四勝線」と呼ばれることも多かった。四勝線は「四街道」の「四」と「勝田台」の「勝」で「四勝線」となっている。

#### 吉岡線

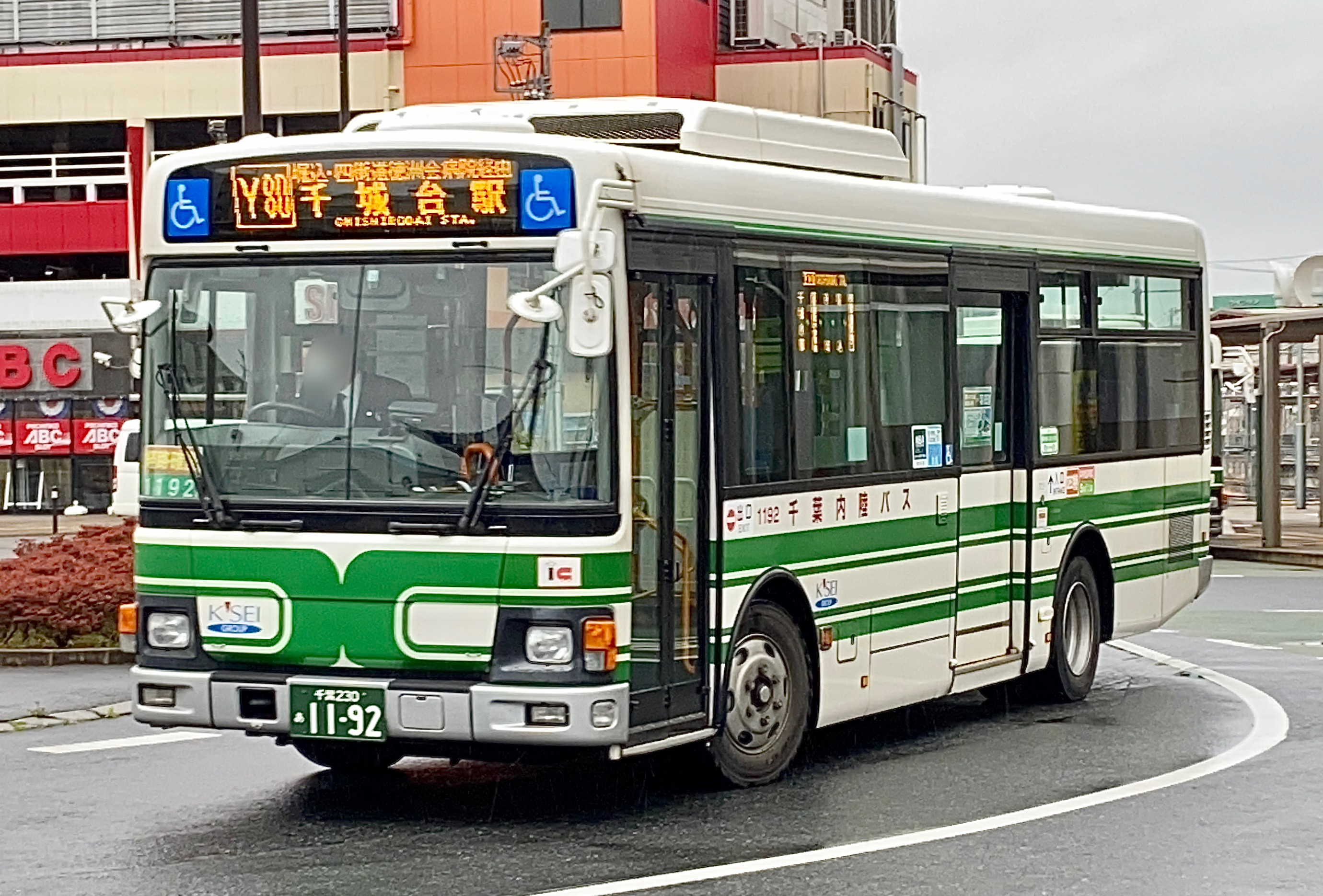
千城台駅へ向かうY80系統

- Y82 : 千城台駅 - 四街道徳洲会病院 - 鷹の台三丁目 - 情報大学正門 - 御成台車庫 - 吉岡 - みそら団地
- Y82 : みそら団地 → 吉岡 → 御成台車庫 → 情報大学正門 → 鷹の台三丁目 → 御成台西 → 千城台駅
- Y80 : 千城台駅 - 四街道徳洲会病院 - 鷹の台三丁目 - 情報大学正門 - 御成台車庫 - 吉岡 - めいわ二丁目 - 四街道駅南口
- Y80 : 千城台駅 - 四街道徳洲会病院 - 鷹の台三丁目 - 情報大学正門 - 御成台車庫 - 吉岡 - 三才 - 四街道駅南口
  - 1993年4月5日 : [京成電鉄]鷹の台三丁目 - 情報大学正門 - 御成台車庫 - 吉岡 - 旭中学校入口および鷹の台三丁目 - 御成台車庫 - 吉岡 - 四街道駅が開通。
  - 1994年4月5日 : [京成電鉄]千城台駅まで延長。
  - 1998年4月1日 : [京成電鉄]御成台車庫担当となる。
  - 2002年9月9日 : [京成電鉄]四街道駅便が土休日運休となる。
  - 2006年3月16日 : 千葉内陸バスに移管。運賃が2割程度値下がりする。
  - 2006年8月1日 : 旭中学校入口便をみそら団地まで延伸。四街道駅便を四街道駅南口発着に変更し、土休日運行を再開。

吉岡線は、2006年3月に京成バスから移管された路線である。もともと京成電鉄によって、1990年代に宅地造成された四街道市鷹の台と市中心部との連絡手段および周辺地域の通学の足として開通した。通学の足としては、鷹の台と四街道市立旭中学校の間、および吉岡地区と同市立吉岡小学校の間で利用されている。内陸バスへの移管当初は京成時代と同じルートで運行していたが、2006年8月に若干のルート変更がなされた。
現在はY80系統は平日9本（7 - 8時台に2本、13 - 18時台に7本）、土休日3本（8時台に1本、13 - 15時台に2本）のみの運行。
Y81系統は平日13時台に1本のみ。Y82系統は、1日4本のみの運行だが時間帯は方向と曜日により大幅に異なる。

#### 中台線
- M10 : 物井駅 - みそら団地 - 中台 - ケアプラザ前
  - 2006年9月16日 : 物井駅 - ケアプラザ前間が開通

現在は平日11時台に1往復のみ運行されている。

### みつわ台車庫担当

#### みつわ台団地線・みつわ台総合病院

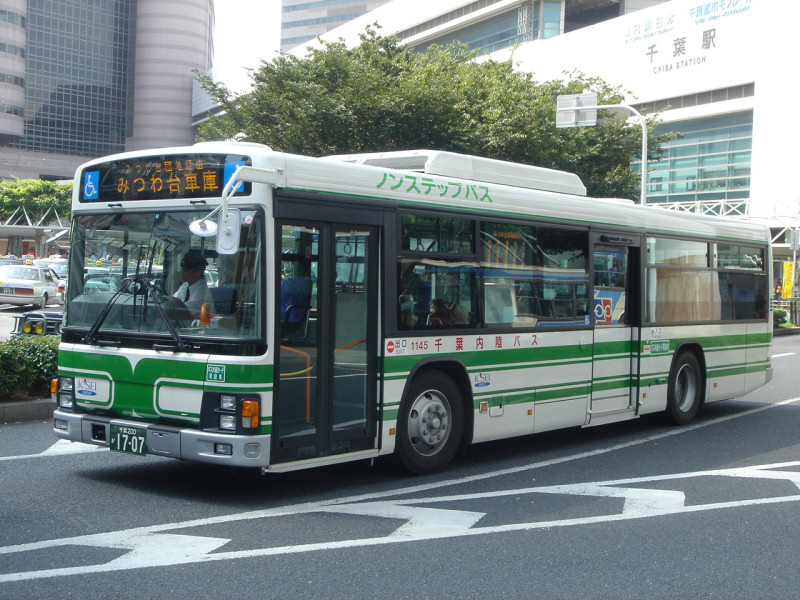
千葉駅 - みつわ台車庫便で運用中の車両（JR千葉駅にて）

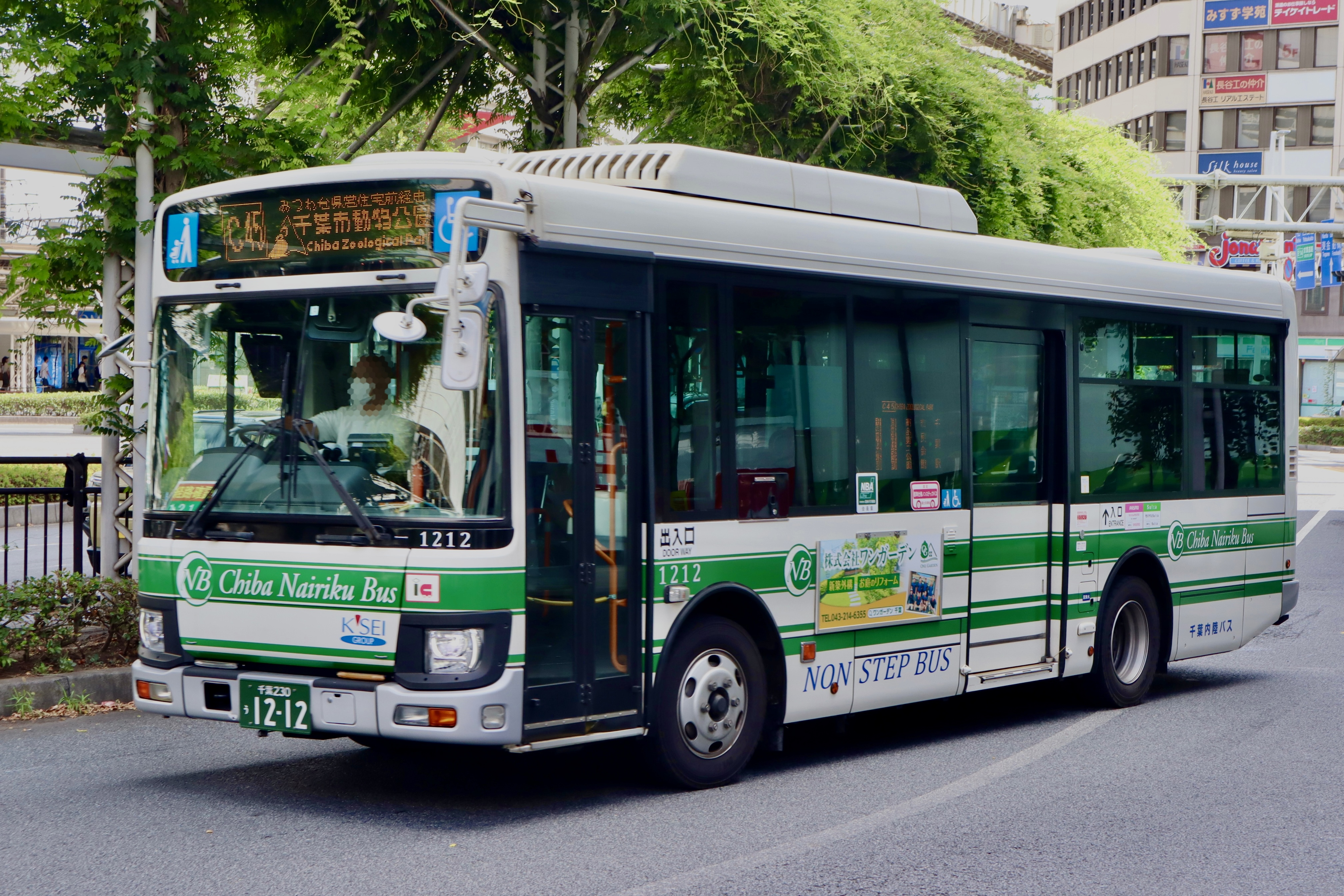
中型車で土休日のみ運行されるC45系統千葉市動物公園行き

- C40 : 千葉駅  - （無停車） - 市民会館 - 東寺山町 - 殿台町 - みつわ台南小学校 - みつわ台駅  - 動物公園入口 - みつわ台車庫
- C41 : 千葉駅 → 千葉銀行中央支店 → 市民会館 → 東寺山町 → 殿台町 → みつわ台南小学校 → みつわ台駅  → 動物公園入口 → みつわ台車庫
- C42 : 千葉駅  - （無停車） - 市民会館 - 東寺山町 - 殿台町 - 県営住宅前 - 動物公園入口 - みつわ台車庫入口 - みつわ台総合病院
- C43 : 千葉駅 → 千葉銀行中央支店 → 市民会館 → 東寺山町 → 殿台町 → 県営住宅前 → 動物公園入口 → みつわ台車庫入口 → みつわ台総合病院
- C44 : 千葉駅 → 市民会館 → 県営住宅前 → みつわ台車庫（早朝のみ運行）
- C45 : 千葉駅 - 市民会館 - 祐光三丁目 - 県営住宅前 - 千葉市動物公園（ちばZooライン千葉、土休日のみ）
  - 1976年9月30日 : 都賀駅 - みつわ台団地（現・みつわ台南小学校）を開通。
  - 昭和50年代 : 千葉駅 - 都賀駅およびみつわ台車庫・都賀の台第一発着便を開通。
  - 昭和 : 急行便を開通。
  - 1985年4月28日 : 千葉駅 - 動物公園《京成電鉄と共同運行》および都賀駅 - 動物公園を開通。
  - 1991年6月12日 : 千葉駅 - 動物公園便を廃止。
  - 1992年3月3日 : 千葉駅発着便を全便みつわ台車庫発着に短縮。都賀側は動物公園便を除き都賀駅 - みつわ台車庫となる。
  - 1998年7月1日 : 千葉駅 - 県営住宅 - みつわ台総合病院を開通。
  - 2008年3月14日 : 都賀駅 - 動物公園便を廃止。
  - 2020年9月16日 : C44系統を新設[23]。
  - 2021年10月11日： 深夜バスの運賃を変更[24]。
  - 2022年1月16日：C45を新設し、土休日のみ運行[25]。

みつわ台団地線は、都賀駅西部のみつわ台団地と千葉駅および都賀駅とを結ぶ路線である。開通当初は四街道市内の各線とは独立しており、接続停留所がない形で運行していた。開通当初は千代田車庫から出入庫を行っていたが、現在はみつわ台車庫に全車両が常駐している。主力はC40である。
開通当初は当地の輸送手段がバスしかなかったため、本数も非常に多かった。その後、千葉モノレールが都賀駅、千葉駅へと開通したことで、若干の本数の減少があった。また、1992年までは千葉 - 都賀間を通して運転していたが、現在は全便みつわ台車庫で分割運行されている。ただし、みつわ台駅 - 千葉駅間は穴川を経由する大幅な迂回ルートであることや、モノレールがみつわ台団地の全エリアを包含していないため、現在でもこの路線の存在価値はあまり失われておらず、千葉駅からの利用者も多い。
1998年7月より、千葉駅 - みつわ台総合病院線が新規開業している。本数は少ないが短絡ルートを通るため、病院の利用客のみならず、みつわ台北部の利用者にも便利なものとなっている。
ちなみにC41とC43は千葉銀行中央支店を通る迂回ルートであり、どちらも平日日中に片道1本のみ運行されている。

#### 西千葉線

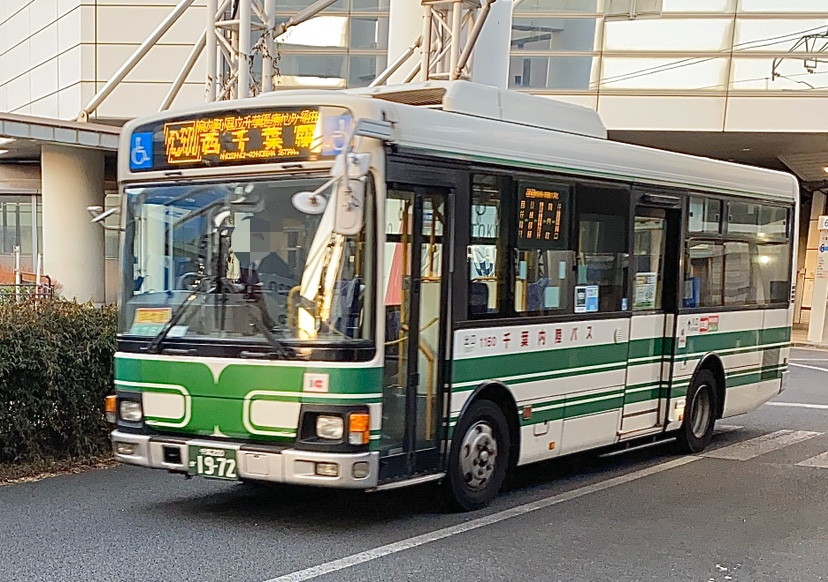
西千葉線となる1160号車

- C60 : 千葉駅東口 - 院内町 - 財務局 - 国立千葉医療センター - 正善院 - 都賀小学校 - 作草部駅 - 東高校 - 西千葉駅
- C61 : 千葉駅東口 ← 院内町 ← 財務局 ← 国立千葉医療センター ← 正善院 ← 都賀小学校 ← 作草部駅 ← 東高校 ← 西千葉駅 ← 商高前 ← 護国神社入口 ← 松波陸橋 ← 千葉駅北口
- C62 : 千葉駅東口 → 院内町 → 財務局 → 国立千葉医療センター → 正善院 → 都賀小学校 → 作草部駅 → 東高校 → 西千葉駅 → 商高前 → 護国神社入口 → 中央図書館 → 千葉駅北口
- C63 : 千葉駅東口 - 市民会館 - 財務局 - 国立千葉医療センター
  - 戦後 : [京成電鉄]大学病院 - 千葉駅 - 正善院を開通。
  - 昭和40年代 : [京成電鉄]千葉駅 → 国立病院 → 正善院 → 作草部（現・作草部駅） → 千葉駅となる。
  - 1991年6月12日 : [京成電鉄] 千葉駅 - 国立病院 - 正善院 - 作草部駅 - 西千葉駅に変更。
  - 1998年2月1日 : 千葉内陸バスの担当となる。西千葉線と呼称変更。

京成電鉄が運行していた路線（正善院線）だが、同社のローカル路線の整理の流れの中で1998年2月1日に千葉内陸バスへ移管された。それに伴い車庫もみつわ台車庫へ変更となり折返便も誕生した。千葉駅 → 国立病院 → 正善院 → 作草部 → 千葉駅という循環運行が長く続いたが、1991年のモノレール千葉駅開業以後は上記の経路となっている。この路線線の要でもある国立千葉医療センター - 作草部駅間は大変に道が狭いため、中型車が充当される。
1999年6月1日より、西千葉駅 - 千葉駅北口間が延長され、同時にこの区間の現金運賃が100円となったが、現在はC61･C62系統共に土休日片道1本のみになっている。

#### 都賀線・原町線・原町循環線
- C50 :  JR千葉駅 - 市民会館 - 東寺山町 - 戸張作橋 - みつわ台南小入口 - 原町 - 都賀駅 - みつわ台総合病院 - みつわ台車庫
- T01 : 都賀駅 - 都賀の台第二 - みつわ台総合病院入口 - みつわ台車庫（※みつわ台総合病院は通過）
- T02 : 都賀駅 → 西都賀一丁目 → 原町東 → 原町 → 西都賀一丁目 → 都賀駅
  - 2002年3月15日 : 千葉駅 - 市民会館 - 戸張作橋 - 原町 - 都賀駅 - みつわ台総合病院 - みつわ台車庫を開通。
  - 2005年3月16日 : 都賀駅 - 原町循環を開通。
  - 2020年9月16日 : C50を新設、T03左回り系統を廃止[23]。乗降方式を従来の前乗り前払い方式から中乗り後払い方式に統一[23]。
  - 2022年7月16日：原町循環線、原町線、都賀線をダイヤ改正し原町循環線を増便し原町線を減便。
  - 2023年8月16日:ダイヤ改正(平日のみ)
  - 2023年11月16日:ダイヤ改正し、原町線、原町循環線を減便

原町線は、みつわ台団地に隣接する原町に建設が進む若葉の杜住宅地への輸送を主な目的として、2002年に開通した路線である。東寺山北からみつわ台線のルートを外れ、東寺山町の旧集落を経由して若葉の杜へと入っていく。その途中には大型マンションもあり、ラッシュ時には相応の利用者があるが、道路が狭いため中型車が充当される。都賀駅 - みつわ台車庫間は、みつわ台団地線とほぼ同じコースをたどるが、この路線はみつわ台総合病院の構内を経由する。また、千葉駅 - みつわ台地区間の運賃は、遠回りでもみつわ台団地線と同額に抑えられており、千葉駅発着便よりさらに小さい全長7mの小型車を使用する。この便の開通により、千葉四街道線の京成電鉄時代の旧ルートが一部復活しているが、停留所は当時とまったく異なり、モノレールの北側に上林房公園入口、原町集落内に原町東、原町公会堂前が新設された。

#### 長沼線

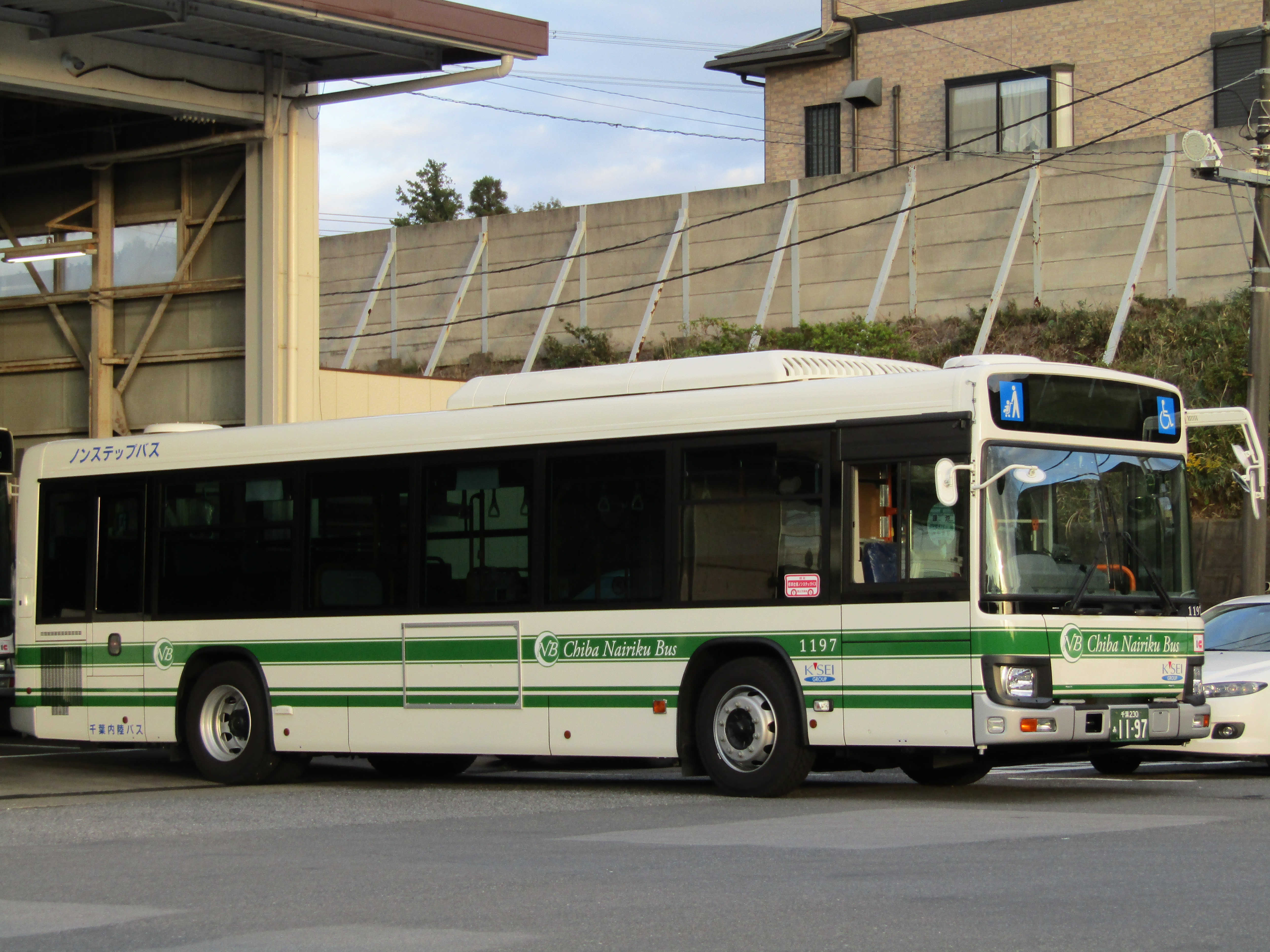
千葉内陸バス 1197号車

- Y50: 四街道駅 - 小深 - ポリテクセンター千葉入口 - 長沼原町 - 長沼 - 草野車庫
- Y50 : 四街道駅 - 小深 - 六方新田 - ポリテクセンター千葉入口
- Y51 : 四街道駅 - 小深 - 六方新田 - ポリテクセンター千葉入口 - ポリテクセンター千葉
  - 1954年8月1日 : [京成電鉄]四街道線（船橋駅 - 津田沼十字路 - 大久保 - 大原神社 - 広尾 - 長沼 - 四街道駅）が開通。津田沼駅非経由。（同線については京成バス船橋営業所の「大久保線、東船橋線、東習志野線」を参照。）
  - 1969年5月 : [京成電鉄]旭農協線（四街道町役場 - 旭農協）が開通。
  - 昭和 : [京成電鉄]草野車庫 - 旭農協に延長。
  - 昭和 : [京成電鉄]草野車庫 - 四街道駅に短縮。四街道線（長沼担当分）となる。
  - 1991年6月12日頃 : [京成電鉄]臼井線から千葉四街道線が分離されたことに伴い、名称を長沼四街道線に変更。
  - 2004年3月22日 : 千葉内陸バスとなり、長沼線に名称変更。
  - 2017年9月1日 : Y51系統（四街道駅 - ポリテクセンター千葉）開設。

四街道駅から真西に長沼方面に至る路線である。この区間（長沼 - 草野車庫を除く）は、もともと京成電鉄が1954年に開通した四街道線（船橋駅 - 四街道駅）の一部である。その後、昭和40年代から50年代にかけて草野車庫発着便が新設された。昭和40年代は寺山線も四街道駅に至っており、この沿線は東西横断の輸送が本数が少ないながらも主力となっていた。
その後は、寺山線が徐々に増便したことや、平成に入り長沼原線が新設されたことなど、南北縦断輸送へのシフトが進んだため、この路線は成長するに至らなかった。京成の子会社へのバス路線移管の流れの中で、結局この路線は四街道市を主なエリアとする千葉内陸バスに移管されることとなった。みつわ台車庫への出入庫系統として、四街道駅 - ポリテクセンター千葉入口間の区間便も存在する。

#### み春野線
- K31 : 勝田台駅北口 - 志津図書館 - み春野北 - み春野南・宇那谷流通団地
- K32（深夜） : 勝田台駅→み春野南→宇那谷流通団地→大日中央→四街道駅
- K33 : 勝田台駅 - み春野南 - 山王病院入口 - みつわ台車庫
  - 1997年12月6日 : [京成電鉄]野村不動産からの受託により勝田台駅南口 - み春野南を開通。全区間無停車。無料。（参考掲載）
  - 1998年2月16日 : [京成電鉄]勝田台駅北口発着に変更。全区間無停車。無料。（参考掲載）
  - 1998年4月1日 : [京成電鉄]有料輸送を開始。
  - 平成 : [京成電鉄]途中停留所の取り扱い開始。
  - 2001年11月1日 : [京成電鉄]志津図書館停留所の取り扱い開始（非停車便もあり）。
  - 2006年1月16日 : 千葉内陸バスとなる。全便が志津図書館停車便となる。
  - 2015年2月16日 : 道路事情の改善に伴い、勝田台駅南口発着に変更。ダイヤ改正[26]。
  - 2018年9月16日 : 新たに、み春野入口・宇那谷流通団地バス停新設、【K31深夜】から【K32深夜】に変更で四街道駅までの深夜バス、新設。ダイヤ改正。
  - 2021年1月16日 : K33系統を新設[27]。

千葉市花見川区北部の宇那谷町にある、み春野・翼の丘住宅地と勝田台駅を結ぶ路線である。この線は、もともとみ春野のデベロッパーである野村不動産が当時の京成電鉄に委託する形で開設されたものであり、当初は駅と住宅の間を無停車かつ無料で運行していた。その後に有料化や一部便の志津図書館停留所（ちばグリーンバス大日線）における客扱いの開始を経て、2006年1月に内陸バスへ移管された。なお、移管にあたっては全便が志津図書館に停車できるよう改められている。
かつては、周辺道路の整備の遅れから、運行ルートは迂回を伴った複雑なものとなっていて、途中は踏切による渋滞もしばしば発生していた。また、折返場や乗務員の休憩設備は路線の終点付近に設置されるのが通常だが、この線の場合は途中の「み春野北」停留所近くにある。このため、終点の「み春野南」では路上で転回する必要が生じており、休憩時には回送して路線を戻らなければならない。このように短距離の住宅輸送路線ながら、いくつもの運用上の非効率さを抱えているという一面もある。
京成電鉄による運行当初は、専用塗装の小型車両（日野・リエッセ）が用意されていたが、利用者の増加に伴い、のちに小型ながら車幅の若干広い車両（旧・瑞穂の杜線専用車）に置き換えられ、末期は中型車での運用もしばしば発生していた。千葉内陸バスへの移管にあたっては京成バス長沼営業所から車両が譲渡されている。
また、勝田台駅からみ春野団地方面の路線としては、み春野線以外にも、2021年1月16日より、横戸線のK23系統（草野車庫行き）が新設された。

#### 寺山線
- 西千11 : 西千葉駅 - 東高校 - 作草部駅 - 千草台団地下 - 動物公園入口 - 西寺山 - 愛生町 - 六方町 - 山王町
- 西千13 : 西千葉駅 - 東高校 - 作草部駅 - 千草台団地下 - 動物公園入口 - 西寺山 - 愛生町 - みつわ台五丁目 - みつわ台車庫
- 西千14 : 西千葉駅 - 作草部駅 - 愛生町 - ポリテクセンター千葉
  - 1956年7月10日 : [京成電鉄]前・京成千葉駅東口 - 広小路 - 前・千葉駅北口（椿森陸橋北詰から西側に折れてすぐのところ） - 西千葉駅 - 西寺山を開通。西千葉駅経由便と非経由便（荒木山経由）があった。当初は正善院経由（千草台団地下経由になった時期は不明）。
  - 昭和 : [京成電鉄]前・京成千葉駅東口 - 四街道駅に延長。
  - 1969年8月20日 : [京成電鉄]前・京成千葉駅西口発着に変更。
  - 昭和 : [京成電鉄]西千葉駅 - 愛生町 - 山王町・草野車庫に短縮。
  - 2007年7月1日 : 千葉内陸バスとなる。西千12（草野車庫便）を廃止し、西千13（西千葉駅 - みつわ台車庫便）を新設。
  - 2021年1月16日 : 西千14系統を新設[28]。

寺山線は、西千葉駅からしばらく京成バスの千草台団地線と同じルートを走り、団地には入らずに若葉区の西寺山へと進み、愛生町を経由して山王町またはみつわ台車庫に至る路線である。
この線は、もともと京成電鉄によって開通したもので、京成千葉駅を起点とし、松波・弁天地区、都賀小学校付近、殿台を経由して西寺山までの路線であった。戦後、罹災者が多く転入した西千葉駅の東側や旧・都賀村の主要集落を通るルートとなっており、当時としてはそれなりに人口の多い地域を選んで路線が引かれている。

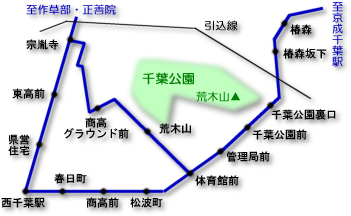
松波・弁天地区の寺山線停留所（1966年頃）

また、この頃の寺山線には西千葉駅経由のほかに、図のように荒木山を経由するショートカット便があった。この便については、松波地区の歴史をつづった『松波のあゆみ』においても「一時期であるが、四丁目の川幡商店前 - 白雲荘間を運行された乗合バスがあったという」と触れられている。しかし、結果的には遠回りでも西千葉駅を回るルートのほうが便利だったようで、荒木山経由便の本数は少なく、昭和40年代半ば頃に京成千葉駅 - 西千葉駅間が短縮されるとともに、荒木山付近の路線も消滅した。
その後、作草部 - 西寺山間についても、ワンマンバスを走らせるにはやや狭隘な正善院・殿台経由のルートから、新たに整備された千草台団地下・殿台入口の道路を経由するように改められている。この新道の一部は、かつて鉄道連隊が敷設した軍用線の跡を利用したものである。なお、旧ルートのうち、作草部 - 正善院間の停留所は正善院線の循環線化により維持され、のちに千葉内陸バス・西千葉線に継承された。
当初は西寺山を終点として開通した寺山線であったが、その後六方町に内陸工業団地が進出したことなどから北へと延長されていった。終点は、四街道駅となっていた時期を経て、山王町、および草野車庫と変わった。2007年7月1日に千葉内陸バスへ移管されたことにより、草野車庫発着便が廃止され、代わりにみつわ台車庫発着便が新設されている。
2021年1月16日より、ポリテクセンター千葉行きの西千14系統が新設された。

#### 横戸線

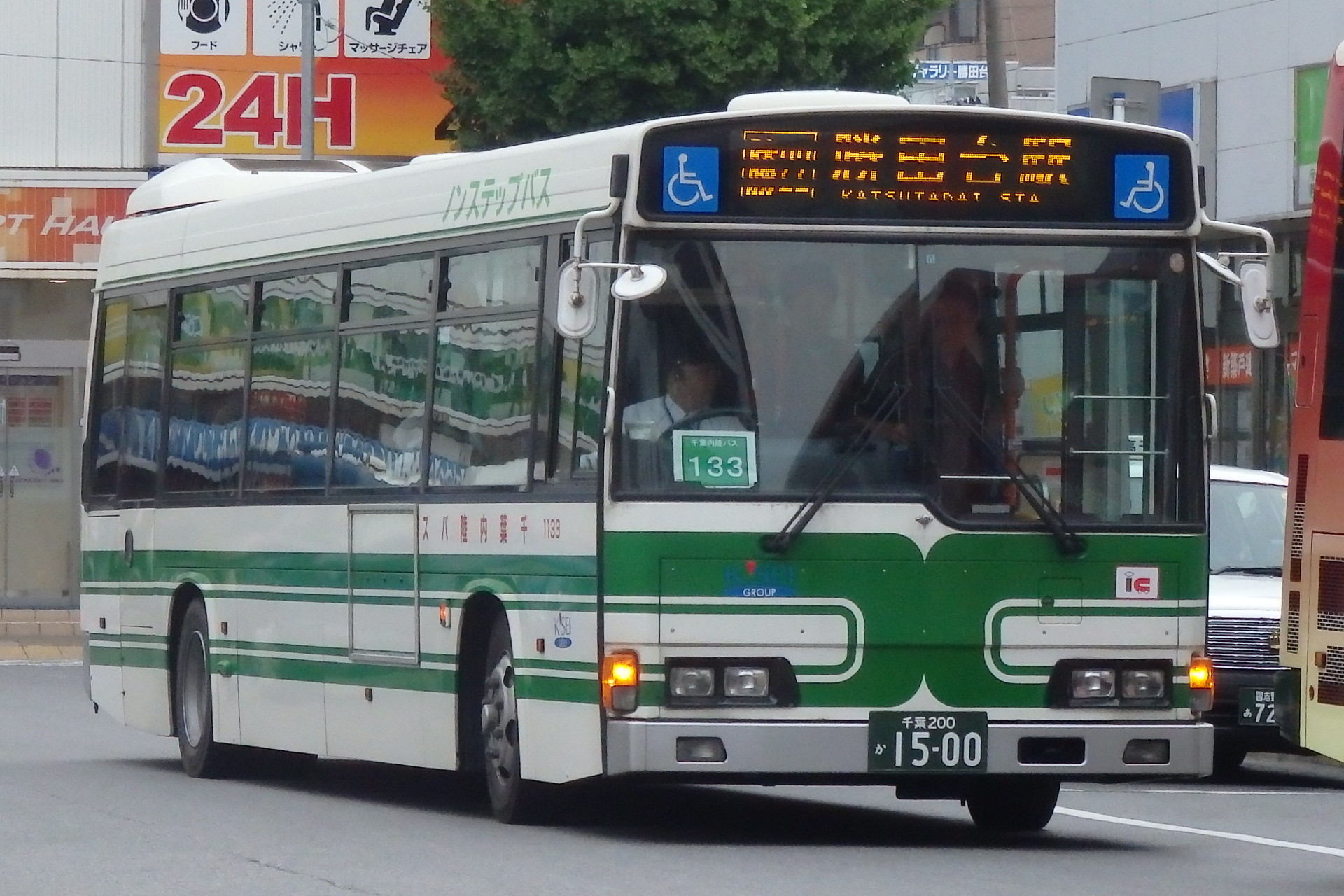
1133 横戸線

- 勝22 : 勝田台駅 - 横戸・日立物流前 - こてはし団地入口 - 犢橋高校入口 - 長沼 - 草野車庫 - ワンズモール - スポーツセンター - スポーツセンター駅
- K23 : 勝田台駅 - み春野南 - 草野車庫 - スポーツセンター駅
  - 1956年4月15日 : 前・京成千葉駅東口 - 作草部（現・作草部駅） - 穴川十字路 - 長沼 - 弁天前 - 大和田駅を開通。
  - 1969年8月20日 : 前・京成千葉駅西口ターミナル発着に変更。
  - 1970年以降 : 前・京成千葉駅西口 - 穴川十字路 - 長沼 - 勝田台駅に変更。
  - 1991年6月12日 : スポーツセンター駅 - 長沼 - 勝田台駅に短縮。
  - 1997年3月1日 : 穴川線と統合し、西千葉駅 - 稲毛区役所 - 穴川十字路 - スポーツセンター駅 - 長沼 - 勝田台駅に延長。
  - 1998年10月1日 : 横戸線（スポーツセンター駅 - 勝田台駅）と弥生線（西千葉駅 - 穴川十字路 - 草野車庫、のち廃止）に分割。
  - 2013年6月24日 : 一部便を内陸バスに移管し共同運行路線化。
  - 2013年9月1日 : 一部便を内陸バスに移管。
  - 2013年12月1日 : スポーツセンター駅発着の全便を千葉内陸バスに移管。
  - 2021年1月16日 : K23系統を新設[27]。

勝田台駅から国道16号を下る路線である。開通当初は前・京成千葉駅（現・千葉中央駅） - 大和田駅であり、弁天入口以北で大和田駅側につながっていた（なお、弁天入口の「弁天様」そのものは花見川を渡る弁天橋の南側から東側に歩き、徒歩3分くらいのところに現在でも存在する）。勝田台駅発着に変更になっても千葉中央駅まで通して走っていたが、千葉モノレール開通によりスポーツセンター駅から千葉駅まで完全並行となったため、この路線もスポーツセンター駅で切られた。
その後、1997年3月1日より穴川線（草野車庫 - 西千葉駅 - 大学病院、現在廃止）と統合されて稲毛区役所経由の西千葉駅発着に変更された（ただし、この時点で草野車庫折返便が多かった）。翌1998年10月1日より弥生線と分割し、ほとんどの区間が国道16号を通る現ルートとなった。
2006年4月に北部循環線が開業し、大和田駅発着時代のルートの一部にバス路線が復活したが、停留所の位置や名称は当時とは全く異なるものである。
2013年6月24日より、当路線のうち全線通して運転する7往復の運行が京成バスから千葉内陸バスへ移管され、同年9月1日にさらに7往復が移管され、同年12月1日に全便が移管された。草野車庫行きは出入庫の関係で引き続き京成バスで2本残ることとなったが、2020年3月31日のダイヤ改正で消滅した。
2021年1月16日のダイヤ改正により、み春野団地を経由するK23系統の運行が開始された。

#### 勝田台団地線

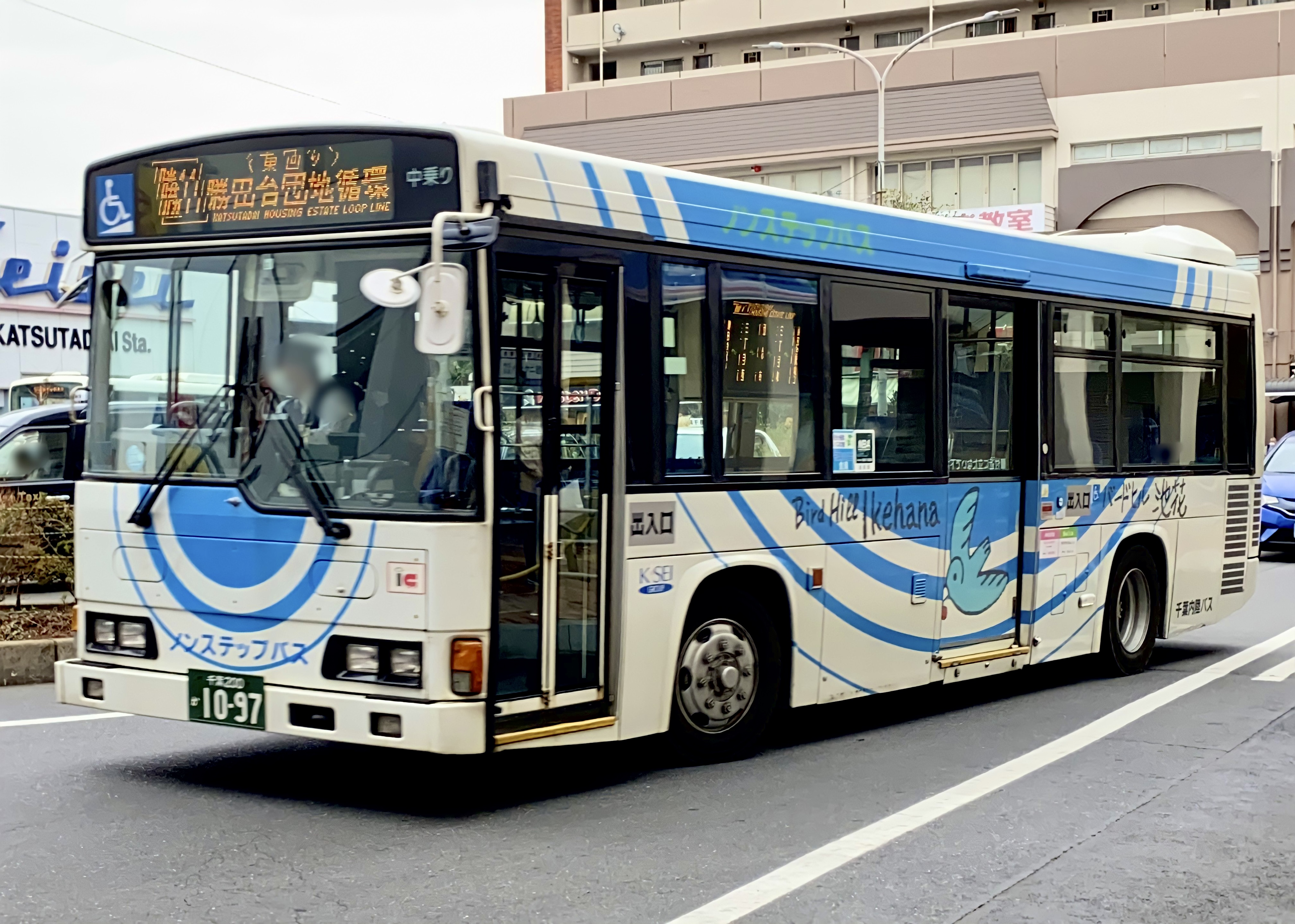
勝田台団地線となるバードヒル池花カラー1125号車

- 勝11(東回り)：勝田台駅 → 三丁目東 → 団地南 → 三丁目西 → 勝田台駅
  - 1970年6月10日：勝田台駅 - 勝田台駅を開通。
  - 2020年4月1日：京成バス長沼営業所より移管[29]。

勝田台団地線は、東葉高速鉄道と京成本線が交差する勝田台駅の南口から勝田台団地を循環する路線であり、京成バス時代は東回りと西回りが存在したが、千葉内陸バスへの移管を機に東回りのみの運行となった。この線の千葉銀行前停留所近くには、小さな操車場がある。

#### 動物公園線
- N01 : 西千葉駅 - （直通） - 千葉市動物公園（ちばZooライン西千葉、土休日のみ）
  - 2022年1月16日：N01を新設し、土休日のみ運行[25]。

### 千代田営業所・みつわ台車庫共同担当

#### 千葉四街道線
- C70 : 千葉駅東口 - 市民会館 - 高品 - 都賀駅東口 - 鎌池 - 自衛隊前 - 四街道十字路 - 四街道駅北口
- C71（深夜） : 千葉駅東口 - 市民会館 - 東寺山町 - 殿台町 - みつわ台駅 - 六方町 - 四街道十字路 - 四街道駅北口 - 三才 - 小名木 - 旭小学校 - 三峰神社 - 四街道工業団地前 - もねの里 - 千代田団地
  - 1930年9月5日 : [千葉市街自動車]千葉駅 - 農事試験所（現・貝塚）を開通。
  - 1932年 : [千代田自動車]四街道駅 - 飛行学校（鎌池付近）を開通。のち同社は四街道自動車に社名変更。
  - 昭和10年代 : [千葉市街自動車]四街道自動車を合併し、千葉駅 - 農事試験場  - （原町付近） - 飛行学校 - 四街道駅に統合・延長。
  - 1944年8月25日 : [京成電鉄]京成電鉄となる。時期不明だが、初代京成千葉駅（現・千葉中央駅）発着となる。
  - 1953年8月10日 : [京成電鉄]初代京成千葉駅 - 貝塚 - 原入口 - 高野山（南側） - 前・臼井駅 - 印旛沼（現・船戸）に延長。千葉営業所と同佐倉出張所の担当。
  - 1965年頃 : [京成電鉄]前・京成千葉駅 - 岩戸に延長（田町車庫出入庫便もあった）。
  - 昭和40年代 : [京成電鉄]前・京成千葉駅 - 高野山 - 前・臼井駅 - 京成佐倉駅に変更。
  - 昭和 : [京成電鉄]京成佐倉駅 - 前・臼井駅 - 畔田を開通。
  - 昭和40年代 : [京成電鉄]祐光三丁目経由に変更。
  - 昭和40年代 : [京成電鉄]前・京成千葉駅 - 四街道駅 - 千代田車庫（現・千葉内陸バス千代田団地）を開通。（この便は内陸バス発足に伴って移管と同時に延長された。）
  - 昭和 : [京成電鉄]臼井駅移転により、暫定ルート（新臼井田経由でなく、現国道296号経由）で新駅経由に変更。
  - 昭和 : [京成電鉄]新臼井田経由に変更。
  - 1991年6月12日 : [京成電鉄]臼井線が分割され、延長の上、福祉センター - ホテルパシフィック千葉（現・問屋町） - 千葉中央駅東口 - 千葉駅 - 原入口 - 鎌池 - 四街道駅が開通（千葉中央駅東口折返便もあった。）。全便が新宿車庫（→ちばシティバス→京成バス千葉イースト新港営業所）担当となる。四街道駅 - 京成佐倉駅は佐倉営業所（→ちばグリーンバス→京成バス千葉イースト佐倉営業所）担当となる。
  - 1998年4月1日 : [京成電鉄]全便が御成台車庫担当となる。
  - 1998年10月1日 : [京成電鉄]千葉中央駅東口折返便が千葉中央駅西口発着に延長。
  - 2000年7月16日 : [京成電鉄]都賀駅経由に変更し、千葉駅 - 四街道駅に短縮。福祉センター - 問屋町 - 千葉中央駅東口 - 千葉駅をちばシティバスに移管（ちばシティバスの本社営業所移転に伴い、2008年4月20日をもって廃止）。四街道駅 - 大日中央の便を支線として運行（平日のみ）。
  - 2001年9月16日 : 全線とも千葉内陸バスとなる。京成バスの四街道駅 - 大日中央が無くなる。
  - 2008年7月16日 : ダイヤ改正を実施、この改正で都賀二丁目（中通り）バス停経由便が廃止となり、全便が車坂通り経由となる。
  - 2021年6月20日：ダイヤ改正を実施
  - 2021年10月11日： 深夜バスの運賃を変更[24]。
  - 2022年1月16日：C71系統の深夜バスに「もねの里モール入口」停留所を新設[18]

2001年9月16日より京成から千葉内陸バスへ移管された路線である。モノレール千葉駅開業時、京成佐倉営業所の臼井線を分割して誕生し（分割により千葉営業所に変更）、名前の通り千葉と四街道を結ぶ。
千葉と四街道を結ぶバスの歴史は古く、京成バス千葉営業所の前身の一つである千葉市街自動車が千葉駅 -  農事試験場（現・京成バス貝塚停留所付近）の路線を高品・原・鎌池方面へ延長し、同じ頃に同社が合併した四街道乗合自動車の路線と結合して千葉駅 - 四街道駅間の運行を始めたことが起源である。当時は都賀駅がなかった（千葉駅も東千葉駅のところにあったので、当然東千葉駅もない）ことに加え、千葉市が都賀村を吸収合併した頃であったため、都賀付近の住民には有用な路線となった。この当時のルートは、戦後に臼井線となってからも主要部分はそのまま継承された。
しかし、都賀駅が開設され総武線（快速）が停車するようになると、駅周辺の人は鉄道を使うようになり、バスの勢いは衰えてきた。また、都賀駅のそばをバスが通るのに駅を経由しないことが不自然になってきた。これに加え、高品 - 北貝塚間の新道が開通したこともあって、2000年7月16日の改正よりルートが都賀駅経由に変更された。
現在は平日朝夕は毎時3 - 4本程度、それ以外の時間帯はほぼ毎時2本の等間隔で運行されている。

## 現行路線（高速路線）

### 羽田線（空港リムジン）
- 千代田団地・四街道駅・都賀駅・みつわ台駅・JR稲毛駅 - 羽田空港
  - 2003年11月 : 東京空港交通との共同運行として開設
  - 2008年12月16日 : みつわ台駅に乗り入れ開始。

千葉内陸バス初めての高速バス路線で、本路線の開設により日野・セレガRを新規導入した（予備車として、三菱ふそう・エアロバスを一台ずつ増備）。
2007年現在、上り8本下り9本が運行され、そのうち上り5本下り4本が当社担当、残りの上り3本下り5本が東京空港交通担当である。当日に満席で乗車できなくなることがないよう、羽田空港に向かう便に乗車する際は、乗車する前日までに当社千代田営業所に電話で予約することが求められている。
千代田団地 - JR稲毛駅の区間は一般道を走行し、JR稲毛駅 - 東京国際空港までは京葉道路穴川IC - 宮野木JCT - 東関東自動車道 - 首都高速湾岸線 - 空港中央ランプのルートで運行されるが、首都高速湾岸線が激しい渋滞を起こしている場合は、東京湾アクアラインを経由し、館山自動車道 - 京葉道路 - 穴川ICのルートで運行する場合がある。また、経由する東関東自動車道の特に京葉道路との合流地点である宮野木JCTが渋滞している場合は、東関東自動車道湾岸習志野ICから一般道を通るルートを取る場合もある。

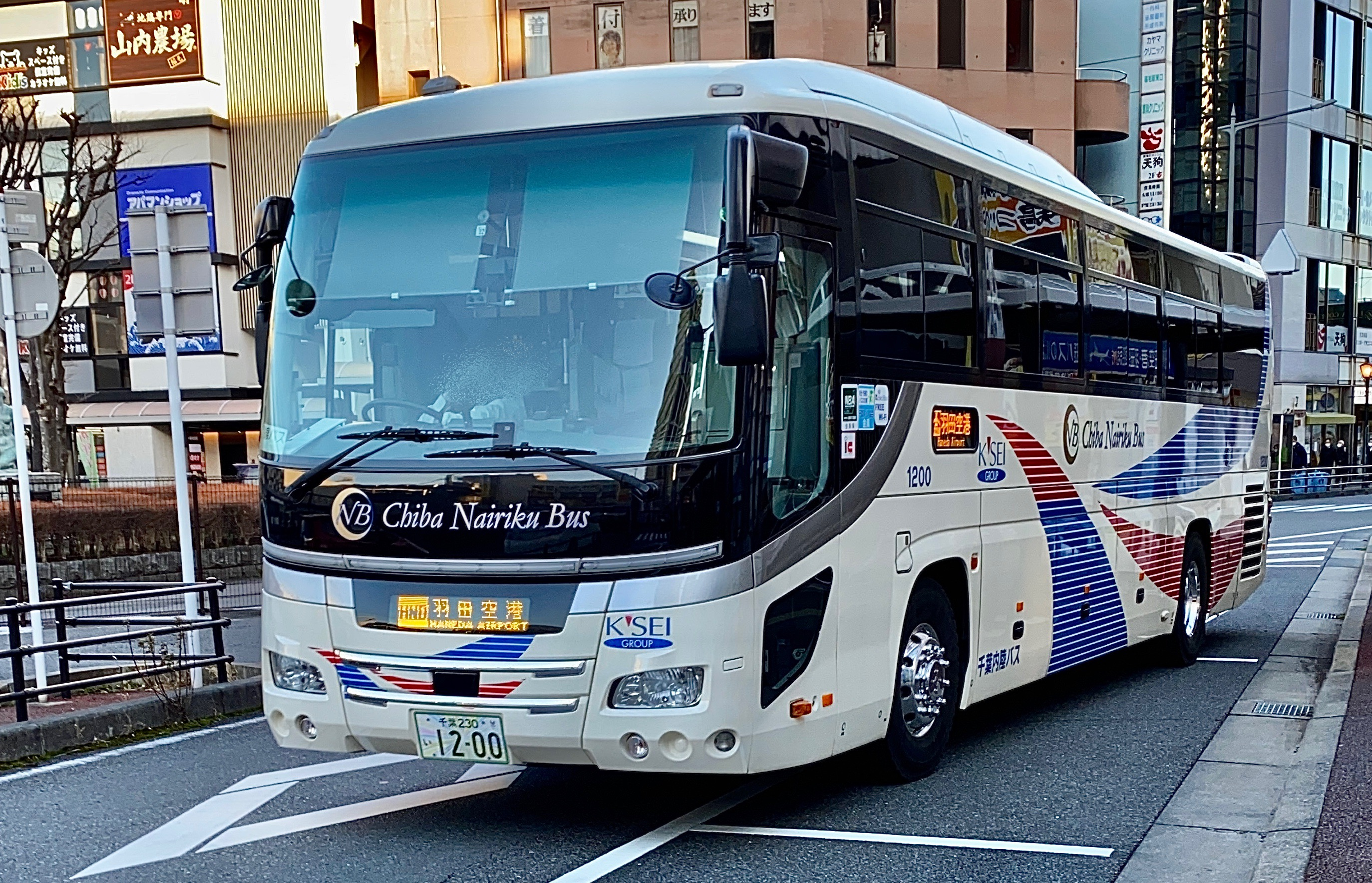
空港リムジン 千葉成田線（稲毛駅東口にて）

### 千葉成田線（空港リムジン）
- 千葉中央駅・JR千葉駅・千葉みなと駅・幸町第三・JR稲毛駅 - 成田空港
- 千葉みなと駅・千葉中央駅・JR千葉駅・作草部駅・天台駅 - 成田空港
  - 2017年12月16日 : 京成バスと共同で稲毛成田線として運行開始。
  - 2019年1月16日 : ダイヤ改正により、千葉内陸バスの単独運行となる[30]。
  - 2019年3月28日 : ダイヤ改正、稲毛成田線とルートの統合見直しを実施し、また京成バスによるの運行を再開[31]。これに伴い、草野車庫・スポーツセンター駅への乗り入れは廃止。
  - 2020年9月1日 : コロナウィルス感染拡大に伴い、運休[32]

### 豊洲成田空港線（空港リムジン）
- ミチノテラス豊洲（豊洲市場前） - 成田空港
  - 2022年2月25日：運行開始[33]。

### 豊洲羽田空港線（空港リムジン）
- ミチノテラス豊洲（豊洲市場前） - 羽田空港
  - 2023年4月14日：運行開始[34][35]。

### マイタウン・ダイレクトバス

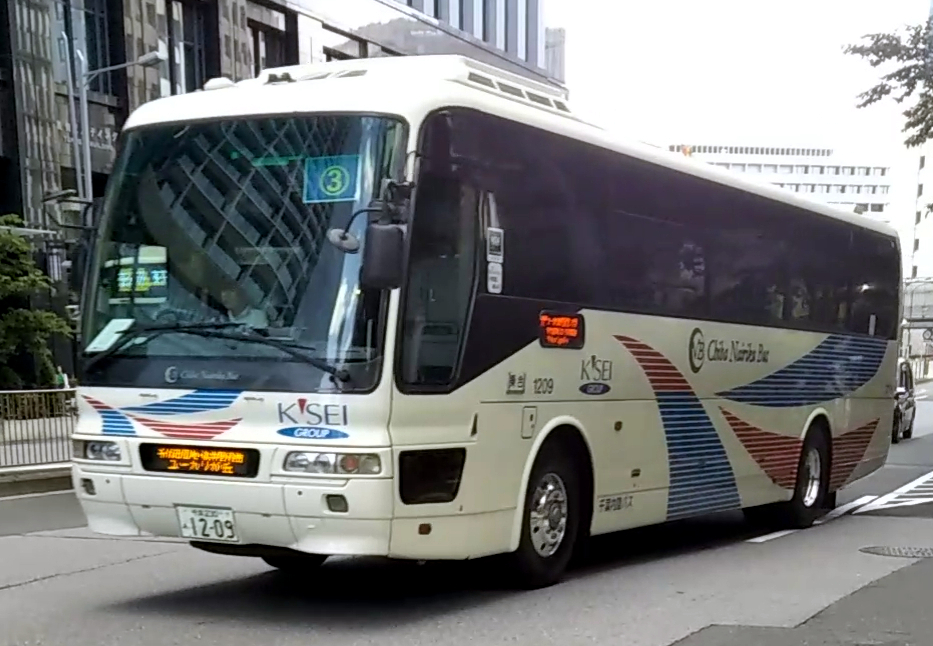
マイタウン・ダイレクトバス1209号車

- 四街道ICルート
東雲車庫 - 国際展示場駅 - 東京駅八重洲口 - 幕張メッセ中央 - （四街道IC経由）- 千代田団地入口 - 八木原小学校 - 吉見小学校 - 臼井駅入口 - 東邦大佐倉病院 - 下志津 - ユーカリが丘駅 - ユーカリが丘（宮ノ台）

※国際展示場駅は一部便のみ停車。一部便は東京駅八重洲口が起点。
沿革
- 2010年（平成22年）9月1日：マイタウン・ダイレクトバスとしてちばグリーンバスとの共同運行により運行開始。
- 2010年（平成22年）10月18日：京成バス長沼営業所が運行会社に加わり、3社共同運行体制となり増便。各社1台ずつバスを用意しての運行。千葉内陸バスの車両は、日野・セレガまたはセレガRを使用。
- 2011年（平成23年）3月22日：佐倉ICルートの経路変更とバス停増設が行われ、第三工業団地内を高速バスが経由するように利便性が改善された。
- 2011年（平成23年）11月16日：染井野七丁目バス停を増設し、利用が好調な東京駅⇔ユーカリが丘の増便が行われた。
- 2013年（平成25年）7月20日：四街道ルートを増便し、下志津バス停を新設、国際展示場駅への乗り入れを開始。千葉北ICルートを廃止。さらに土休日に限りTDR直行便を運行開始。
- 2014年（平成26年）11月16日：TDR直行便の運行終了。幕張メッセ中央バス停の廃止。
- 2021年（令和3年）4月1日：交通系ICカードによる割引運賃を終了[36]。

## シャトルバス
ZOZOマリンスタジアム 臨時直通バス

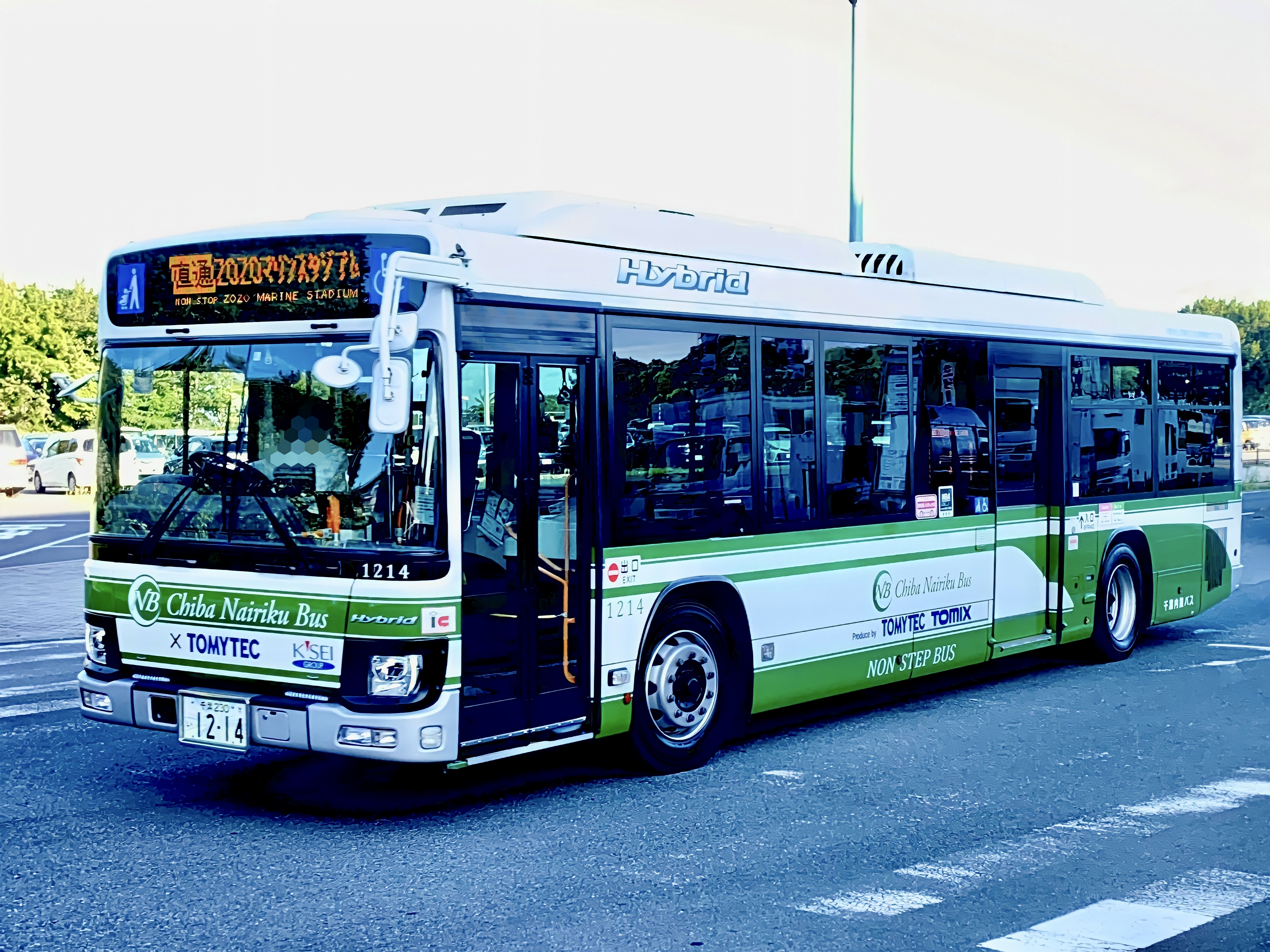
マリンスタジアム行きとなる1214号車

- 直通：海浜幕張駅（プレナ幕張） - （無停車） - ZOZOマリンスタジアム

《京成バス他と共同運行》
臨時シャトルバス

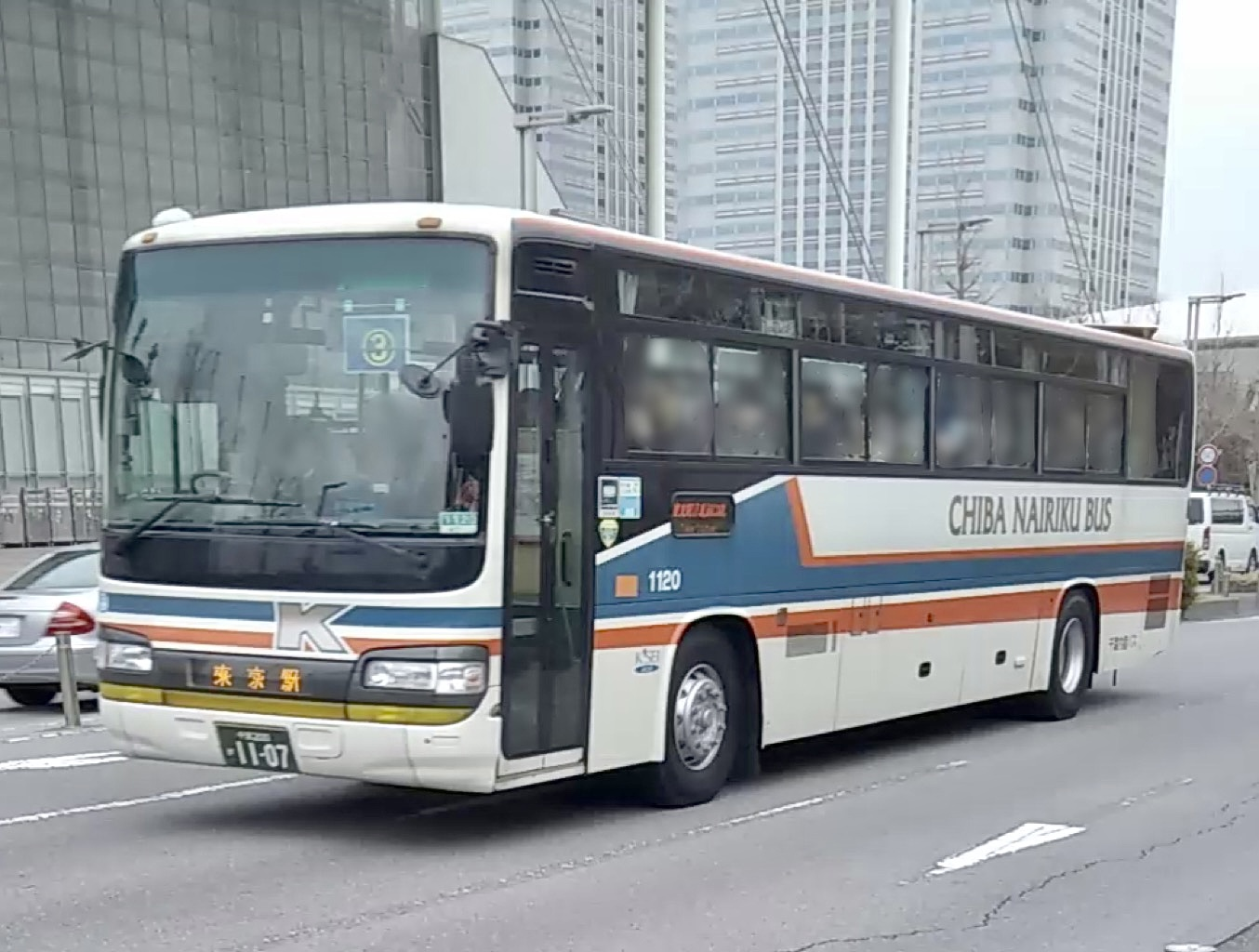
東京駅行き臨時シャトルバス

- 幕張メッセ中央 → （無停車） → 東京駅八重洲口

《京成バス新習志野高速営業所・千葉海浜交通・ちばグリーンバスと共同運行》

## コミュニティバス

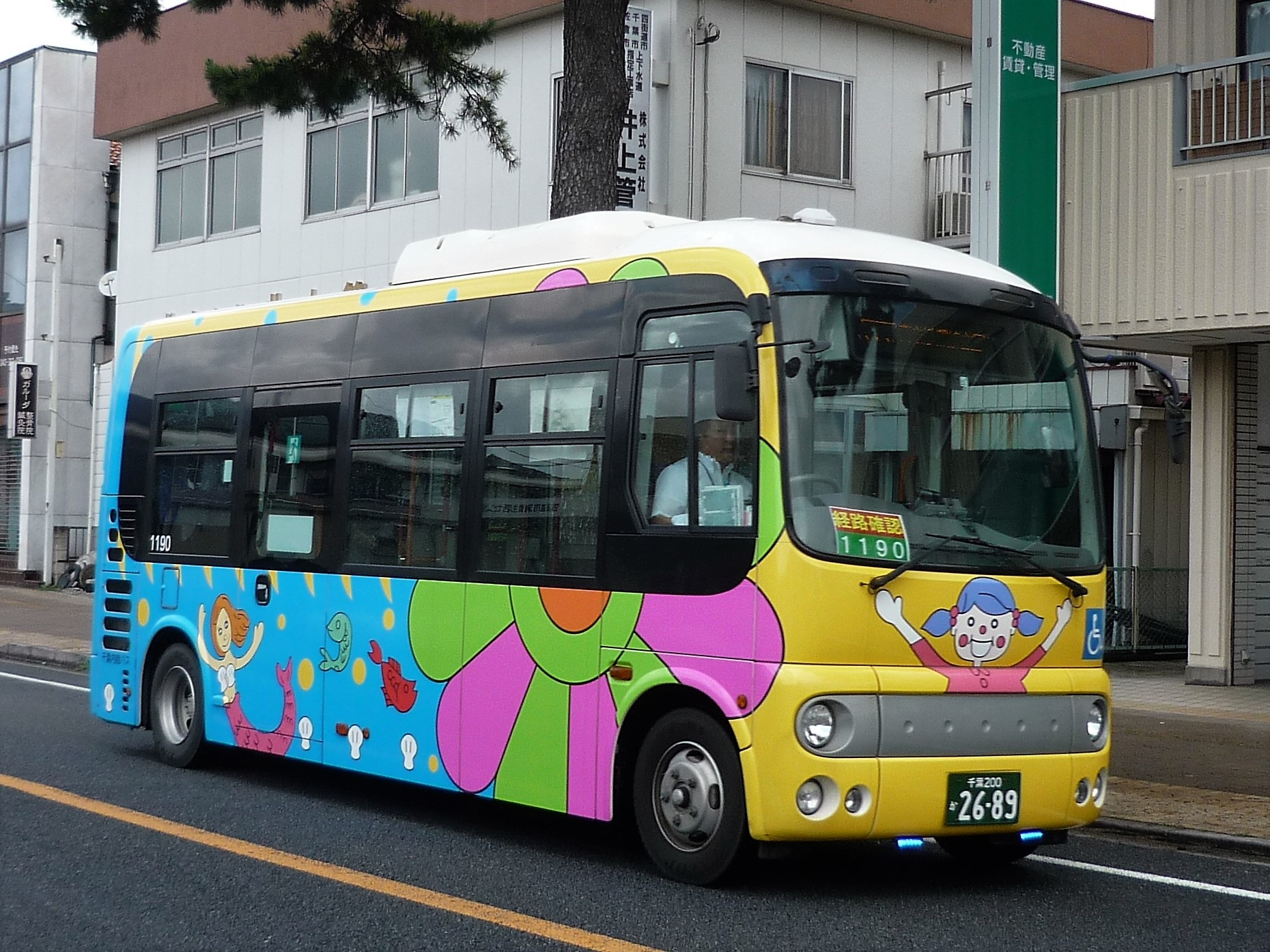
市内循環バス ヨッピィの専用車両

- 市内循環バス ヨッピィ - 四街道市のコミュニティバスを受託する[5]。詳細は当該記事を参照。

## 廃止路線

### 一般路線
- Y01： みそら団地 - 旭ヶ丘団地 - 三才（復路のみ） - 四街道駅北口 - 市役所 - 文化センター入口 - 栗山 - 八木原小学校 - 千代田団地（直通系統）
  - 2019年6月28日：運行終了。

- 原町循環線(左回り)：都賀駅 - 原町 - 都賀駅
  - 2020年9月16日：運行終了[23]。

### 高速路線
マイタウン・ダイレクトバス
- TDRルート

東京ディズニーランド - 東京ディズニーシー - （四街道IC経由）- 千代田団地入口 - 八木原小学校 - 吉見小学校 - 臼井駅入口 - 東邦大佐倉病院 - 下志津 - ユーカリが丘駅 - ユーカリが丘（宮ノ台）
- 2013年7月20日：運行開始。
- 2014年11月15日：運行終了。

## 系統番号一覧表
千葉内陸バスで使用される系統番号は下記の通りである。
| 路線名                        | 系統番号                 |
| ----------------------------- | ------------------------ |
| 千代田団地線                  | Y02 Y03 Y04 Y05 Y06      |
| 物井線                        | M01                      |
| みそら団地線                  | Y60 Y61 Y62 Y63          |
| みつわ台団地線                | C40 C41 C42 C43          |
| ヨッピィ （四街道市内循環線） | Y20 Y21                  |
| 都賀線                        | T01                      |
| 原町線                        | C50                      |
| 原町循環線                    | T02                      |
| バードヒル池花線              | Y04                      |
| つくし座線                    | Y30                      |
| 四勝線                        | Y40                      |
| めいわ線                      | Y70 Y71                  |
| 西千葉線                      | C60 C61 C62 C63          |
| 千葉･四街道線                 | C70 C71                  |
| 長沼線                        | Y50 Y51                  |
| み春野線                      | K31 K32 （深夜バス） K33 |
| 吉岡線                        | Y82 Y81                  |
| 亀崎線                        | M02                      |
| 中台線                        | M10                      |
| 寺山線                        | 西千11 西千13 西千14     |
| 横戸線                        | 勝22 K23                 |
| 勝田台団地線                  | 勝11                     |

## 車両

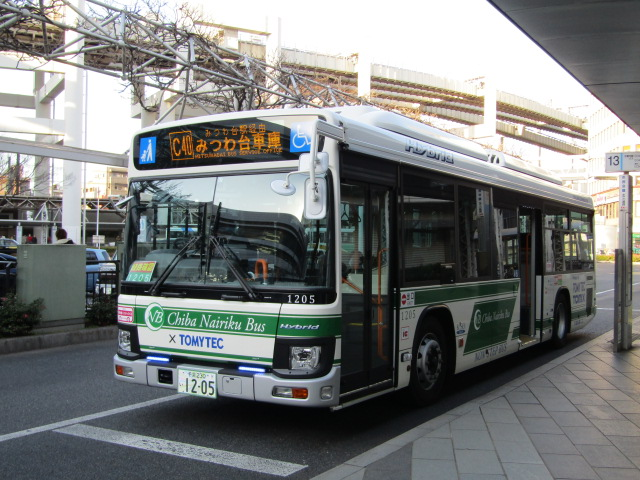
千葉内陸バス 1205号車
日野・ブルーリボンハイブリッド
トミーテックとのコラボデザイン

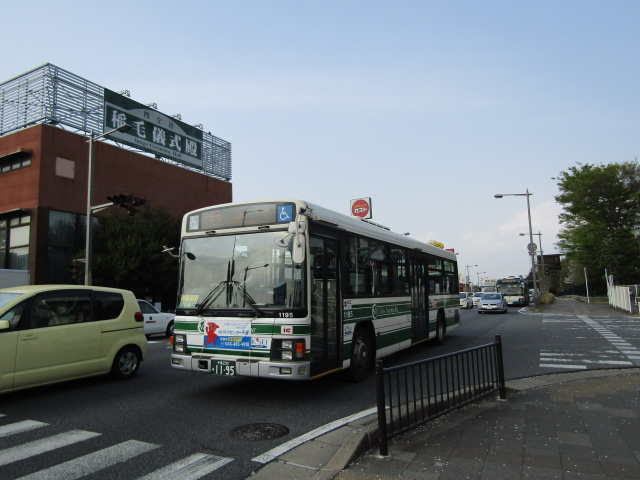
千葉内陸バス 1195号車
千葉内陸バスのロゴマークを入れた新塗装
東京ベイシティ交通からの移籍車

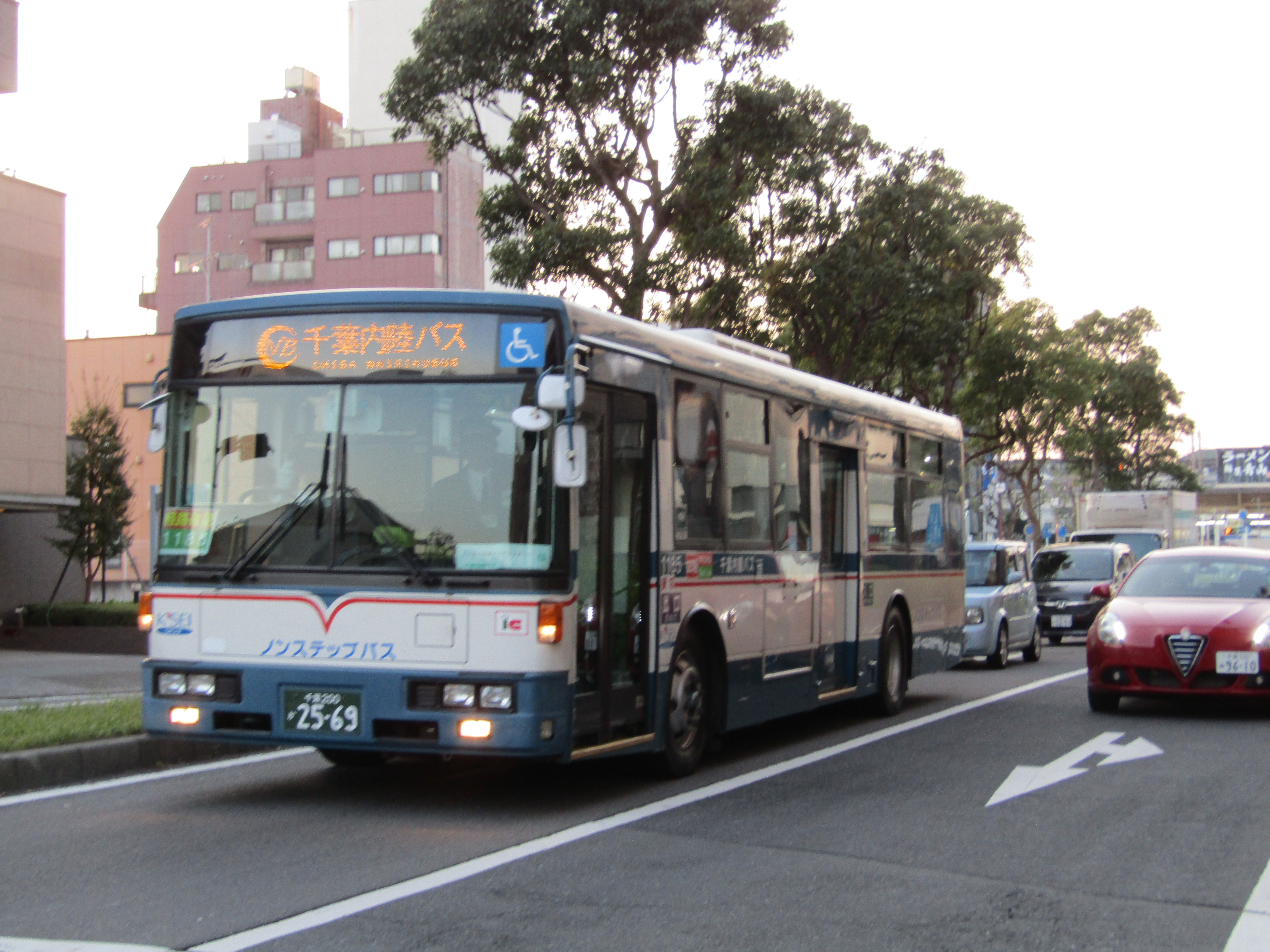
千葉内陸バス 1185号車
いすゞ・エルガノンステップType-B (KL-LV834N1)
2002年製、富士重工業新7E車体架装
京成バスからの移籍車

車両は日野自動車製が多くを占める。大型車から中型車、小型車まであり、自社発注車のほか、京成バスや京成グループ各社（ちばシティバスなど）からの移籍車も在籍する。一般路線車は日野・ブルーリボンシティやブルーリボンII、日野・レインボー、日野・ポンチョなどが在籍するが、小型車には三菱ふそう・エアロミディMJの配置もある。
一般路線車は、京成グループの事業者としては珍しく、前中扉ではなく前後扉を採用した車両が多かったが、交通バリアフリー法の施行により車椅子などが容易に乗り降りできるよう、前中扉のノンステップバス・ワンステップバスへ移行している。混雑時対策として収容力を高めた大型長尺ワンステップ車も導入している。カラーリングは白色地に緑色の太帯、細帯を巻くのが基本である。
2017年12月18日には、千葉内陸バスでは初となるハイブリッドバスの日野・ブルーリボンハイブリッド（1205号車）が導入された。この車両はトミーテックとのコラボレーションデザインとなっている。
2019年2月2日には、千葉内陸バスでは2台目となる日野・ブルーリボンハイブリッド（1214号車）が導入された。この車両もトミーテックとのコラボレーションデザインとなっている。
バードヒル池花線専用として導入された車両（のち他路線でも運用）は、白色地に水色の独自デザインであった。近年導入された車両は白色地に緑色の帯を踏襲するが、帯に千葉内陸バスのロゴマークを入れた新塗装となっており、東京ベイシティ交通から移籍したいすゞ・エルガもこの塗装となっている。
京成バスからの移籍車は、京成バスカラーのまま塗り替えず「京成バス」の文字のみ消して、赤文字で「千葉内陸バス」と書き直しただけの車両が存在していた。車両代替に伴い2012年までにいったん全て廃車となったが、翌2013年には横戸線の一部移管を受けて、再びいすゞ・エルガミオが京成バスカラーで転入している。
また2013年には、京成バスから富士重工業製新7E車体を架装したいすゞ・エルガノンステップType-B（フルフラットタイプ）が京成バスカラーのまま移籍したが（1185号車）、2017年11月5日に「さよならバスツアー」を行って引退した。
高速路線車は、当初はリムジンバス用として日野・セレガR FSのスーパーミドルデッカー（サブエンジン式でトランクが少ないタイプ）を導入し、その後にセレガ（2代目）を新車で導入した。2017年3月1日には 三菱ふそう・エアロバスが京成グループ統一カラー（新ロゴ）で導入されている。